# Bayerische Polizei
Die Bayerische Polizei ist die Landespolizei des Freistaates Bayern und mit einem Personalstand von über 45.000 (Stand: September 2023) nach der Polizei Nordrhein-Westfalen die zweitgrößte Landespolizei Deutschlands. Von den Beschäftigten sind etwa 34.000 Waffenträger.

## Geschichte

### Frühes 19. Jahrhundert bis 1945

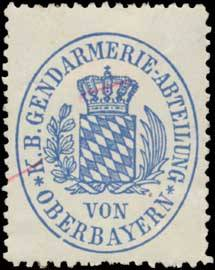
Siegelmarke Königlich Bayerische Gendarmerie-Kompagnie von Oberbayern

Der Ausdruck „Policey“ bezeichnete bis zur Schaffung der modernen Polizei im heutigen Sinne jegliches Handeln einer Obrigkeit, auch in der Verwaltung (Polizeibegriff). Durch die Gründung einer Polizei als solches zu Beginn des 19. Jahrhunderts im Königreich Bayern (1813 als Königliches Gendarmeriekorps; bis zur Heeresreform 1868 Teil der Bayerischen Armee) begann eine Umstrukturierung der Aufgabenbereiche. Wurden durch die Polizei anfangs auch noch wohlfahrts- und verwaltungspolizeiliche Aufgaben wahrgenommen, so konzentrierte sich das Handeln im Verlauf der Zeit immer mehr auf die Kontrolle der Gesellschaft und deren Verhalten.
Per Dekret vom 11. Oktober 1812 wurde im Jahr 1813 die bayerische Gendarmerie gegründet. Diese war nach dem Vorbild Frankreichs dezentral über Bayern verteilt und militärisch organisiert. Erst im Jahr 1919 wurden alle Polizeien vom Militär losgelöst und zugleich dem Bayerischen Innenministerium unterstellt. Die Polizei stand nun unter ziviler Kontrolle durch das Land oder aber der Gemeinden. Während der Zeit der Weimarer Republik misslang es den Polizeieinheiten, die demokratische Struktur des Staates zu schützen. Eine effektive Überwachung der Gesellschaft war allerdings gewährleistet, denn die Polizei näherte sich an die Bevölkerung an, resultierend in dem Sinnspruch „Die Polizei, dein Freund und Helfer“.
1919/20 wurde die Bayerische Landespolizei gegründet, eine paramilitärisch organisierte Truppe mit dem Hauptaufgabengebiet, bei Versammlungen und politischen Veranstaltungen für Ordnung zu sorgen. So stoppte die Bayerische Landespolizei am 8./9. November 1923 den Hitler-Putsch, den „Marsch zur Feldherrnhalle“, mit Gewalt. Mit den Beamten der Landespolizei wurde auch der polizeiliche Einzeldienst verstärkt. Zwischen den Jahren 1923 und 1929 wurden die kommunalen Schutzmannschaften verstaatlicht. 1928 erfolgte die organisatorische Zusammenfassung von Schutzpolizei (also den staatlichen Schutzmannschaften und der Landespolizei als Bereitschaftspolizei) und Gendarmerie in der „Uniformierten Staatspolizei“.
Nach der Machtübernahme der Nationalsozialisten 1933 wurden alle Polizeien in Deutschland zentralisiert. Dies hatte allerdings nur wenig Einfluss auf den Wirkungsbereich, denn Personal sowie Kompetenzen blieben dieselben. Das Innenministerium war nach wie vor oberste Dienstbehörde, lediglich organisatorisch war die Bayerische Polizei der Reichsregierung in Berlin untergeordnet.
Im Jahr 1935 wurde die Bayerische Landespolizei aufgelöst und in die Wehrmacht eingegliedert. Ab dem Jahr 1939 sollten Polizeibataillone die besetzten Gebiete sichern. Dort begingen Polizeieinheiten auch Kriegsverbrechen wie Verschleppungen und Massenmorde.
Die Bayerische Politische Polizei, ab 1936 die Geheime Staatspolizei, wurde aus dem Polizeiverband des Landes abgetrennt und in einem selbständigen Verband zusammengeführt. Damit einher ging auch die Loslösung von sämtlichen rechtlichen Vorschriften. Im selben Jahr wurde im gesamten Reichsgebiet eine neue Polizeistruktur eingeführt. In der Ordnungspolizei gingen nun die uniformierten Schutzmannschaften, die Gendarmerie, die kleinen Gemeindepolizeien sowie die Wasser-, Feuer- und Luftschutzpolizei auf. Die Kriminalpolizei bildete ab 1939 eine eigene Sicherheitspolizei zusammen mit der Gestapo unter der Leitung des Reichssicherheitshauptamtes in Berlin. Der gesamte Polizeiapparat wurde mit der SS unter Heinrich Himmler verschmolzen.
Durch die Aufhebung des demokratischen Rechtsstaates im Deutschen Reich konnte die Polizei ohne Kontrolle durch die Judikative arbeiten. Faktisch agierte die Polizei ab 1933 als Handlanger der Nationalsozialisten und half, das Regime aufrechtzuerhalten. Hierfür war Bayern ein entscheidender Ausgangspunkt. Gezielt wurden demokratische Polizeiprinzipen aus der Weimarer Republik außer Kraft gesetzt. Unter dem Missbrauch des Vertrauens der Bevölkerung („Freund und Helfer“) geschahen auch im Inland Verbrechen, wie die Deportation von Juden oder die Verfolgung „asozialer“, behinderter und politisch motivierter Menschen.

### Nach dem Zweiten Weltkrieg
Nach dem Ende des Zweiten Weltkrieges löste die US-Militärregierung zunächst alle bisherigen deutschen Polizeieinrichtungen auf, um deren Aufgaben selbst zu übernehmen. In Zeiten von Hunger, Flüchtlingsströmen und allgemeiner Not bildeten sich jedoch bald Banden, die bewaffnet Überfälle begingen und stahlen. Kapitalverbrechen konnten nicht verfolgt werden. Allgemein war die Kriminalität außer Kontrolle geraten. Dieser neuen Lage wurde die amerikanische Militärpolizei aus eigenen Kräften nicht mehr Herr.
Die US-Militärregierung beschloss daher am 29. Juni 1945, dass die bayerische Landespolizei neu errichtet werden müsse. Die neue Polizei sollte dezentral und unter demokratischen Gesichtspunkten aufgebaut werden. Erster Präsident der bayerischen Polizei wurde Michael Freiherr von Godin, der die beschlossene Polizeiorganisation nach einer Weisung vom 24. April 1946 wieder aufbaute. Es wurden zwei Arten von Polizeien eingerichtet: Die Landpolizei, prinzipiell zuständig im gesamten Freistaat Bayern, sowie die Gemeindepolizeien. Gemeinden mit über 5000 Einwohnern wurden berechtigt, eigene Polizeien aufzustellen. Weiterhin entstanden die Bayerische Grenzpolizei, das Landeserkennungsamt (später Bayerisches Landeskriminalamt) sowie eine Landpolizeischule. So gliederte sich die Polizei in 1900 Polizeistationen der Landpolizei und 150 Gemeindepolizeien.
Im Jahr 1951 stellte man fest, dass sich die Trennung der Landes- und Gemeindepolizei aufgrund von Problemen in der Zusammenarbeit nicht bewährte. So wurde den kreisangehörigen Gemeinden im Polizeiorganisationsgesetz von 1952 angeboten, auf Antrag die bestehenden Gemeindepolizeien in die Landpolizei einzugliedern. Ab dem Jahr 1968 erstreckte sich dieses Angebot auch auf kreisfreie Gemeinden, was zur Folge hatte, dass bald darauf nur noch 33 von ehemals 150 Gemeindepolizeien existierten. Am 16. August 1951 wurde die erste Einheit der Bayerischen Bereitschaftspolizei im Kloster Rebdorf bei Eichstätt aufgestellt.
Als Führungsorgan der Landpolizei bestand von 1952 bis Ende 1968 das Präsidium der Bayerischen Landpolizei.
Als 1951 die US-Besatzungsmacht die Verwendung des ehemaligen SS-Hauptsturmführer Leonhard Halmanseger, der sich im Reichssicherheitshauptamt an der Bekämpfung der politischen Gegner der Nazis beteiligt hatte, beim neuerrichteten Bayerischen Landesamt für Verfassungsschutz unter Hinweis auf dessen Vergangenheit ablehnte, machte das Bayerische Staatsministerium des Inneren diesen zum Beamten der Grenzpolizei, ließ ihn faktisch aber für den Verfassungsschutz arbeiten. Auch andere, vorbelastete Verfassungsschutzmitarbeiter wurden zunächst offiziell Bedienstete der Grenzpolizei. Unter dem Eindruck des Kalten Krieges wurden die Vorbehalte der US-Dienststellen gegen die erfahrenen Antikommunisten geringer, so dass Personen wie Halmanseger nun zum Verfassungsschutz versetzt werden konnten.
Im Jahr 1970 begann die Umstrukturierung der Polizei in regionale Schutzbereiche. Es wurden Polizeidirektionen für die einzelnen Bereiche gebildet, die zum Teil heute noch bestehenden Präsidien (siehe oben) unterstanden. Ziel dieser Neuorganisation war es, Schutz-, Verkehrs- und Kriminalpolizei in einer Ebene zusammenzufassen und leistungsstärkere Organisationseinheiten einzurichten.

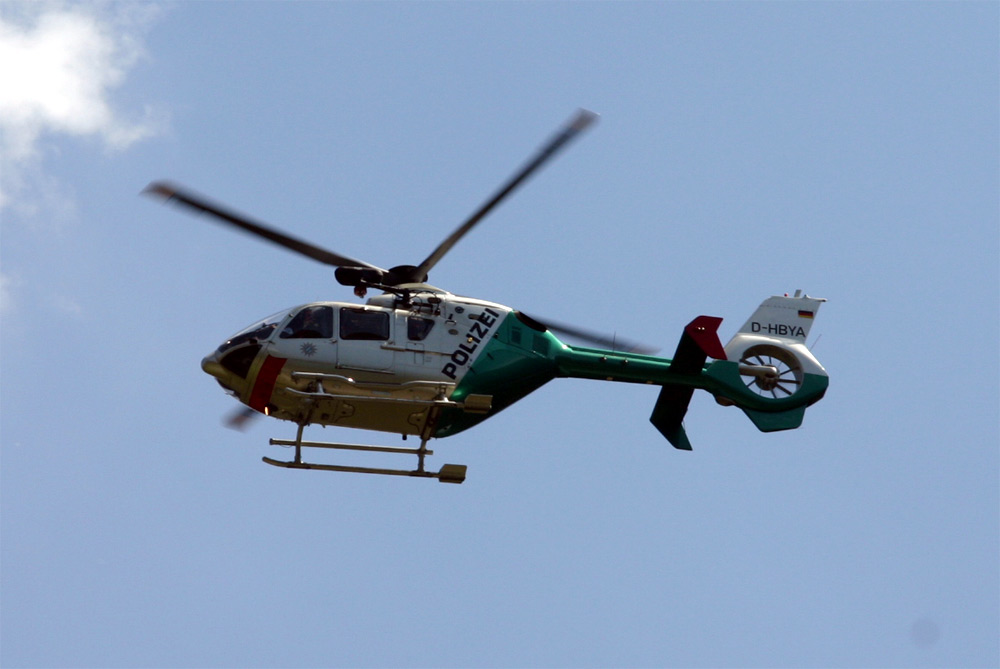
1971 gegründet: Die PHuStBy (D-HBYA)

Im Jahr 1971 wurde die erste Polizeihubschrauberstaffel der Bayerischen Polizei aufgestellt.
Zum 1. August 1972 wurde die Landpolizei in Landespolizei umbenannt.
Am 1. Oktober 1975 wurde die Bayerische Polizei endgültig verstaatlicht; an diesem Tag wurde als letzte Gemeindepolizei die Stadtpolizei München in die Bayerische Landespolizei (Polizeipräsidium München) eingegliedert.
Im Jahr 1987 wurden erstmals Unterstützungskommandos bei der Bereitschaftspolizei aufgestellt; dies war eine Reaktion auf die zunehmend gewalttätigen Demonstrationen gegen die Wiederaufbereitungsanlage in Wackersdorf.
Am 1. März 1990 wurden erstmals Frauen in den uniformierten Polizeivollzugsdienst eingestellt, zuvor gab es in Bayern ab den 1950er Jahren bereits die Weibliche Kriminalpolizei (zivil).
Im Jahr 1998 wurde die Bayerische Grenzpolizei aufgelöst und in die Landespolizei eingegliedert. Vereinzelt blieben Grenzpolizeiinspektionen bestehen, die aber nicht mehr eigenständig organisiert sind. Im November 1996 trat die Bayerische Polizei erstmals im Internet auf.
Seit dem Jahr 1998 ist die bayerische Sicherheitswacht flächendeckend eingeführt worden, nachdem die gesetzliche Grundlage Ende 1996 durch das Sicherheitswachtgesetz geschaffen wurde. Die ersten Städte mit einer Sicherheitswacht in Bayern waren Nürnberg, Ingolstadt und Deggendorf. Mittlerweile gibt es die Sicherheitswacht in 57 bayerischen Städten.
Im Jahr 2005 wurden die regionalen Schutzbereiche umstrukturiert. Es wurde auf die Ebene der Polizeidirektionen (PD) verzichtet, die Arbeit (vor allem die der Einsatzzentrale) der PDs übernahmen nun das Polizeipräsidium (PP) sowie die Polizeiinspektionen. Diese Reform wurde probeweise zunächst beim Polizeipräsidium Unterfranken und später beim PP Mittelfranken umgesetzt.
Im Jahr 2006 fanden in München und Nürnberg Spiele der Fußball-Weltmeisterschaft statt. Dies war seit den Olympischen Spielen 1972 eine der größten Herausforderungen der Bayerischen Polizei. Dem Polizeipräsidium München als leitende Dienststelle wurden hierfür 40 Einsatzhundertschaften gestellt.
Bei der Gemeinsamen Oberfränkischen Terrorismusabwehr Exercise (GEOTEX 2021) trainierten Polizei und Bundeswehr in Hof Vorgehensweisen gegen Terrorszenarien.

### Reformen und Änderungen des Polizeirechts
Im Rahmen einer Organisationsreform wurden die Polizeiorganisation durch die Verschmelzung der Ebenen Polizeipräsidium und Polizeidirektion zu Einsatzabschnitten dreistufig aufgegliedert. Dabei entstanden bayernweit zehn neue so genannte Schutzbereiche. Die Reform wurde im Jahr 2006 zunächst in Unterfranken und Mittelfranken erprobt. 2007 folgte das PP München; 2009 wurde die Reform bayernweit vollständig abgeschlossen. Die bisherigen Aufgaben der Direktionen wurden dabei den neuen Präsidien übertragen. Zudem wurde im Zuge der Reform ein neues Notrufsystem eingeführt, bei dem eingehende Notrufe zentral von einer Einsatzzentrale aus entgegengenommen, weitergeleitet und die notwendigen Maßnahmen ergriffen werden. Ziel war, die nachgeordneten Dienststellen von den „Aufgaben der Notruf- und Alarmüberwachung [zu] befreien“.
Weiterhin wurden im Zuge der EU-Osterweiterung die bisherigen Grenzpolizeiinspektionen und -stationen in die Bayerische Landespolizei eingegliedert. In einer Reform des Polizeiorganisationsgesetzes wurde weiterhin die Möglichkeit der Einrichtung neuer Dienststellen gestrichen. Grund hierfür ist, dass sich die Grenzen der Europäischen Union verschoben haben und sich somit die neuen Beitrittsländer verantwortlich zeigen für die Kontrolle der EU-Außengrenzen.

„Damit schafft Bayern die rechtlichen Voraussetzungen, um zum Jahreswechsel 2007/2008 die systematischen Grenzkontrollen aufheben zu können.“

Im Jahr 2018 gab der designierte Ministerpräsident Markus Söder bekannt, die Bayerische Grenzpolizei wieder einzuführen. Die neue Einheit soll mit einem eigenen Abzeichen ausgestattet sein, aus 500 Beamten bestehen und über 160 Einsatzfahrzeuge verfügen. Sitz der Direktion soll Passau sein, von wo aus der gesamte Grenzschutz zu Österreich bayernweit gelenkt werden soll.
Die Bayerische Staatsregierung (CSU) setzte 2018 eine Reform des Polizeiaufgabengesetzes in Kraft, die neben der Umsetzung der EU-Datenschutz-Grundverordnung auch einige Anpassungen der Befugnisse beinhaltete, beispielsweise bezüglich des Umgangs mit der Durchsuchung von Cloud-Speichern (die vermehrt anstelle von lokalen Speichermedien zur Datensicherung genutzt werden) und dem Einsatz von Body-Cams, die nach Abschluss der Erprobungsphase bayernweit eingeführt werden. Die Reform wurde öffentlich kontrovers diskutiert, wobei sich die Regierung über die Verbreitung von Falschmeldungen und Unwahrheiten beklagte. So würden weiterhin Gewahrsamnahmen spätestens am Folgetag einer richterlichen Anordnung bedürfen und Sprengmittel wie Handgranaten den Spezialeinheiten vorbehalten sein.
Dass bereits bei einer sog. drohenden Gefahr entsprechend Art. 11 BayPAG Maßnahmen ergriffen werden dürfen, also wenn „in absehbarer Zeit Angriffe von erheblicher Intensität oder Auswirkung [auf bedeutende Rechtsgüter] zu erwarten sind“, ist bereits seit August 2017 im Gesetz verankert und fußt auf bestehende Entscheidungen des Bundesverfassungsgerichts. Durch die Reformen sehen einige Juristen die Grenze zwischen Polizei und Verfassungsschutz allerdings zunehmend verschwimmen.
Eine Verfassungsbeschwerde gegen automatisierte Kennzeichenerfassung gemäß Art. 39 des Gesetzes wurde durch das BVerfG abgewiesen. Zuvor hatte das Gericht allerdings festgestellt, dass automatisierte Erfassung von Kennzeichen nur in sehr engen Grenzen erlaubt sei, und die Bestimmungen der Länder Bayern, Baden-Württemberg und Hessen als in Teilen verfassungswidrig eingestuft.

## Auftrag

### Aufgaben
Die Bayerische Staatliche Polizei hat als Exekutivorgan des Freistaats Bayern im Rahmen des Polizeirechts den Auftrag der Gewährleistung der Öffentlichen Sicherheit und Ordnung. Als Strafverfolgungsbehörde geht sie gegen ordnungswidrige und strafbare Handlungen vor, ermittelt Täter und analysiert Tatmuster. Eine weitere Aufgabe ist die Gefahrenabwehr in der inneren Sicherheit, das heißt, die Verhütung oder Unterbindung von rechtswidrigen Handlungen jedweder Art. Im Rahmen der Verkehrsüberwachung regelt sie Verkehrsströme und hat eine tragende Rolle in der Notfallhilfe (Notruf). Ferner sorgt die Polizei in enger Kooperation mit der Judikative und anderen Behörden für die Verbrechensprävention um bereits im Vorfeld mögliche Straftaten zu erkennen und zu verhindern.

### Rechtsgrundlagen
Für den Bereich der Gefahrenabwehr ergeben sich Aufgaben und Eingriffsbefugnisse aus dem Gesetz über die Aufgaben und Befugnisse der Bayerischen Staatlichen Polizei (Polizeiaufgabengesetz) und dem Bayerischen Landesstraf- und Verordnungsgesetz (LStVG).
Die Aufgabe und die Befugnisse zur Strafverfolgung und zu strafprozessualen Maßnahmen etc. ergeben sich aus § 163 Strafprozessordnung. Des Weiteren gibt es zugewiesene Aufgaben, beispielsweise das jeweilige Ortsrecht.

## Organisation

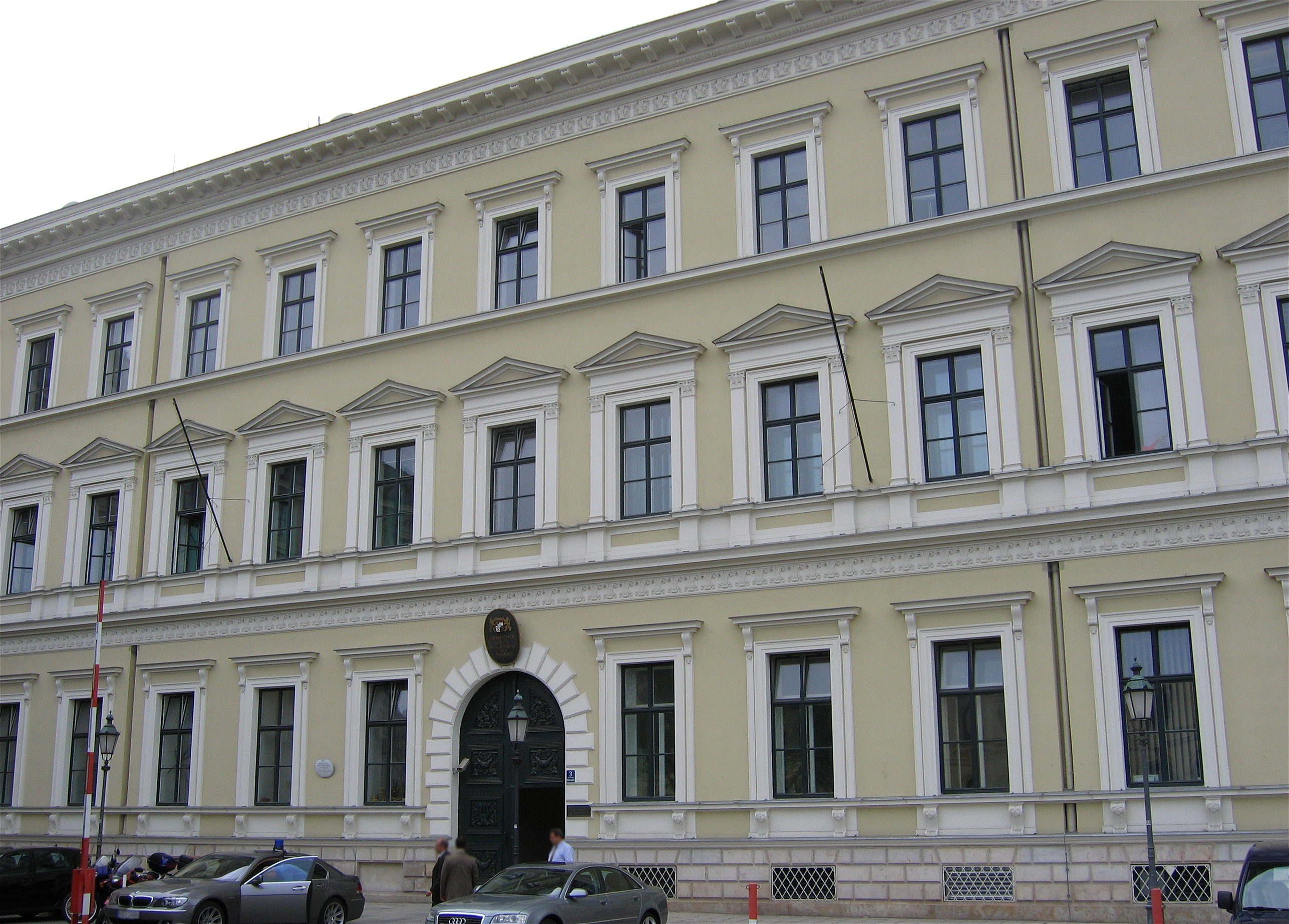
Innenministerium mit Polizeiabteilung am Odeonsplatz 3 in München

### Gliederung
Die Bayerische Polizei gliedert sich grundsätzlich in drei Ebenen; die Direktion der Grenzpolizei ist organisatorisch zwischengeordnet. Die Hierarchieebenen der Landespolizei sind:
- Bayerisches Staatsministerium des Innern, für Sport und Integration (Oberste Landesbehörde)
- Polizeipräsidien (Mittlere Landesbehörden)
- Polizeiinspektionen bzw. Polizeistationen (Untere Landesbehörden)

Die Bayerische Polizei ist ein Unterbau des Staatsministeriums des Innern, für Sport und Integration in München. Dies ist die Führungsdienststelle und oberste Dienstbehörde. Höchstrangigster Polizeivollzugsbeamter ist der Landespolizeipräsident, Abteilungsleiter C (Landespolizeipräsidium). Die Aufgaben und Befugnisse der Polizei sind im Gesetz über die Aufgaben und Befugnisse der Bayerischen Staatlichen Polizei normiert.
Die Organisation der Bayerischen Polizei ergibt sich aus dem Gesetz über die Organisation der Bayerischen Staatlichen Polizei (POG). Demnach gliedert sich die Polizei in folgende Bereiche:

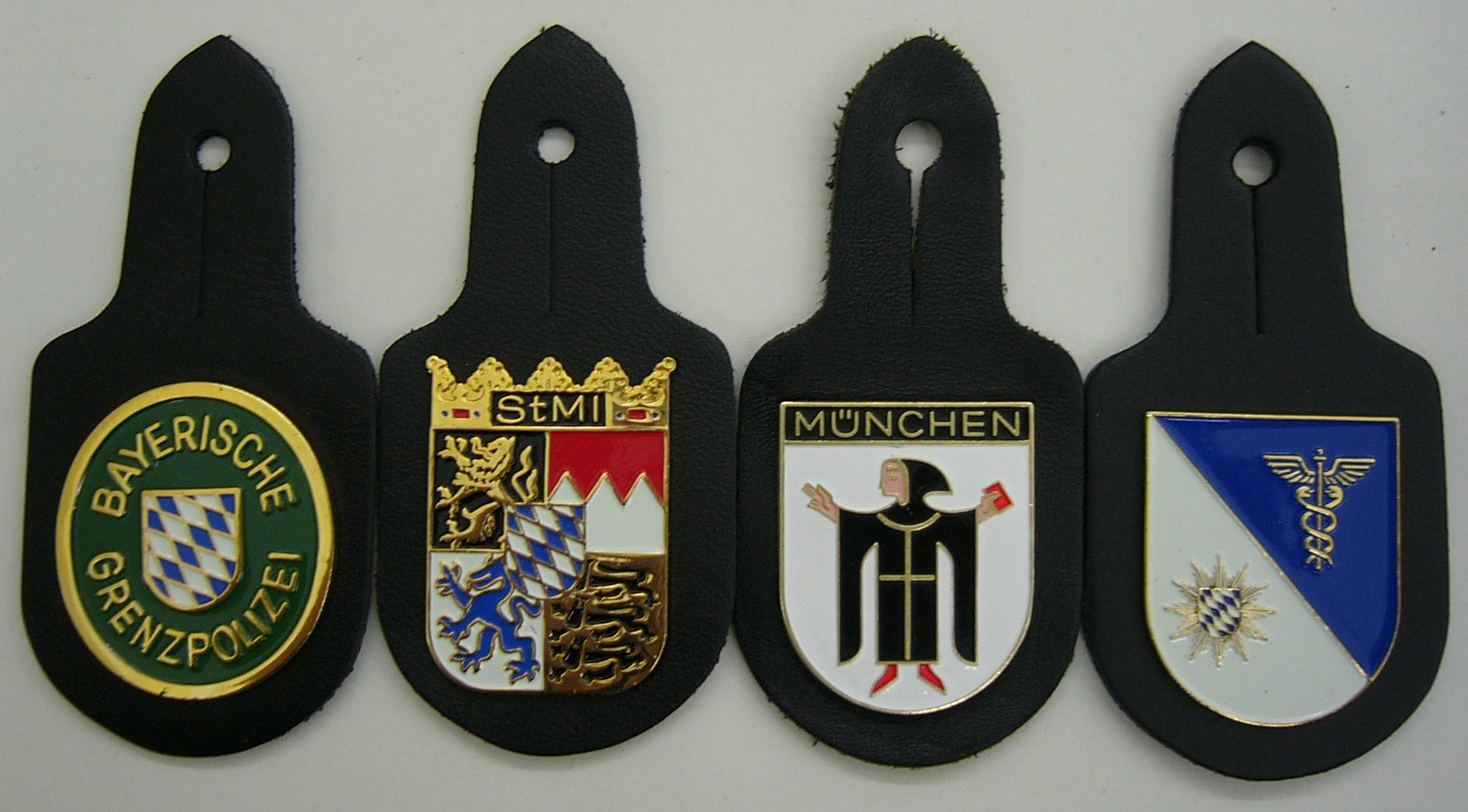
Verbandsabzeichen verschiedener Bayerischer Polizeiverbände als Brusttaschenabzeichen (das Abzeichen der Grenzpolizei ist historisch, mittlerweile gibt es ein anderes Abzeichen für die Direktion der Bayerischen Grenzpolizei sowie ein anderes Abzeichen)

- die Landespolizei teilt sich in neun Flächenpräsidien (Mittelfranken, Niederbayern, Oberbayern Nord, Oberbayern Süd, Oberfranken, Oberpfalz, Schwaben Nord, Schwaben Süd/West und Unterfranken) sowie das Ballungsraumpräsidium München auf,[41]
- die Bayerische Bereitschaftspolizei mit dem Präsidium der Bayerischen Bereitschaftspolizei in Bamberg, der Polizeihubschrauberstaffel Bayern (PHuStBy) und dem Fortbildungsinstitut der Bayerischen Polizei (BPFI) in Ainring mit einer Außenstelle, der Diensthundeschule in Herzogau,[42]
- das Bayerische Landeskriminalamt in München[43] sowie
- das Bayerische Polizeiverwaltungsamt in Straubing mit einer Außenstelle in Viechtach (Zentrale Bußgeldstelle im Bayerischen Polizeiverwaltungsamt).[44]
- Die Bayerische Wasserschutzpolizei wird zudem überörtlich von der Wasserschutzpolizei-Zentralstelle Bayern beim Polizeipräsidium Mittelfranken geführt.[45] Sie übt die Fachaufsicht über die Wasserschutzpolizeistationen entlang des Mains, des Main-Donau-Kanals und der Donau aus. Weiterhin werden Dienststellen unterstützt, die die großen bayerischen Seen überwachen.[46]
- Die Bayerische Grenzpolizei ist seit Juli 2018 ein Verband mit eigenem Abzeichen und wird von der Grenzpolizeidirektion Passau geführt und ist dem Polizeipräsidium Niederbayern nachgeordnet.

Die Zuständigkeitsbereiche der Flächenpräsidien orientieren sich jeweils an den bayerischen Regierungsbezirken. Eine Ausnahme bildet das PP München. Zum 1. Juni 2008 wurde das alte PP Schwaben in die PP Schwaben Nord und PP Schwaben Süd/West aufgeteilt. Anschließend folgte zum 1. Januar 2009 die Spaltung des PP Oberbayern in das PP Oberbayern Nord und das PP Oberbayern Süd.
Das für zwei Regierungsbezirke zuständige PP Niederbayern/Oberpfalz wurde zum 1. Juni 2009 aufgelöst und durch eigenständige Präsidien für die Regierungsbezirke Niederbayern und Oberpfalz ersetzt.
Den – soweit noch bestehend – Direktionen bzw. – bereits reformierten – Polizeipräsidien (neu) sind rund 390 Polizei-, Verkehrspolizei- und Kriminalpolizeiinspektionen, Polizei-, Wasserschutzpolizei- und Kriminalpolizeistationen sowie Grenzpolizeiinspektionen und -stationen nachgeordnet (236 Polizeiinspektionen, 32 Kriminalpolizeiinspektionen, 26 Grenzpolizeistationen).
Die Bayerische Bereitschaftspolizei ist in sieben Bereitschaftspolizeiabteilungen unterteilt. In den 17 Ausbildungsseminaren (AS) findet die Ausbildung für die 2. Qualifikationsebene statt. Weiterhin unterhält die Bereitschaftspolizei 12 Einsatzhundertschaften zur Bewältigung von größeren polizeilichen Lagen (beispielsweise die Begleitung von Demonstrationen oder die Durchsuchung von größeren Anwesen) oder der Unterstützung der Landespolizei (auch außerbayerisch und im Ausland). Die Einheiten stellen eine mobile Polizeireserve dar.
Das Bayerische Landeskriminalamt ist unter anderem zuständig für die Bekämpfung schwerer Verbrechen und der organisierten Kriminalität. Weiterhin beherbergt es das Zentrale Informations- und Kommunikationswesen der Bayerischen Polizei.
Neben anderen organisatorischen Aufgaben ist neben den Dienststellen der Landespolizei das Bayerische Polizeiverwaltungsamt seit 2005 verantwortlich für die Verfolgung von Verkehrsordnungswidrigkeiten; dies ist zum Beispiel beim Erlass von Bußgeldbescheiden der Fall. Durch die Zentralisierung der Verwaltung auf zwei Standorte wurden Kosten eingespart.

### Dienststellen
Dem Bayerischen Staatsministerium des Inneren unmittelbar unterstellte Polizeidienststellen:
| Dienststelle                              | Sitz             | Zuständigkeit | Bedienstete |
| ----------------------------------------- | ---------------- | --- | ----------- |
| Bayerisches Landeskriminalamt             | München          | Bayern, Ansprechpartner für andere Landeskriminalämter, Bundeskriminalamt, Interpol und Europol | ca. 2.000   |
| Bayerisches Bereitschaftspolizeipräsidium | Bamberg          | Bayern, Aus- und Fortbildung, Unterstützung aller bayerischen Dienststellen | ca. 8.000   |
| Bayerisches Polizeiverwaltungsamt         | Straubing        | Bayern, Allgemeine Verwaltung, Zentrale Verkehrsordnungswidrigkeitenstelle, Zentrale Bußgeldstelle | ca. 500     |
| Polizeipräsidium München                  | München          | im Regierungsbezirk Oberbayern die kreisfreie Landeshauptstadt München und der Landkreis München | ca. 6.400   |
| Polizeipräsidium Oberbayern Nord          | Ingolstadt       | im Regierungsbezirk Oberbayern die Landkreise Dachau, Ebersberg, Eichstätt, Erding, Freising, Fürstenfeldbruck, Landsberg am Lech, Neuburg-Schrobenhausen, Pfaffenhofen an der Ilm und Starnberg, einschließlich der kreisfreien Stadt Ingolstadt      | ca. 3.100   |
| Polizeipräsidium Oberbayern Süd           | Rosenheim        | im Regierungsbezirk Oberbayern die Landkreise Altötting, Bad Tölz-Wolfratshausen, Berchtesgadener Land, Garmisch-Partenkirchen, Miesbach, Mühldorf am Inn, Rosenheim, Traunstein und Weilheim-Schongau, einschließlich der kreisfreien Stadt Rosenheim | ca. 3.000   |
| Polizeipräsidium Niederbayern             | Straubing        | Regierungsbezirk Niederbayern | ca. 2.600   |
| Polizeipräsidium Oberpfalz                | Regensburg       | Regierungsbezirk Oberpfalz | ca. 2.800   |
| Polizeipräsidium Oberfranken              | Bayreuth         | Regierungsbezirk Oberfranken | ca. 2.700   |
| Polizeipräsidium Mittelfranken            | Nürnberg         | Regierungsbezirk Mittelfranken | ca. 5.200   |
| Polizeipräsidium Unterfranken             | Würzburg         | Regierungsbezirk Unterfranken | ca. 3.100   |
| Polizeipräsidium Schwaben Nord            | Augsburg         | im Regierungsbezirk Schwaben die Landkreise Augsburg, Aichach-Friedberg, Dillingen an der Donau und Donau-Ries, einschließlich der kreisfreien Stadt Augsburg                                                                                          | ca. 2.200   |
| Polizeipräsidium Schwaben Süd/West        | Kempten (Allgäu) | im Regierungsbezirk Schwaben die Landkreise Günzburg, Lindau (Bodensee), Neu-Ulm, Oberallgäu, Ostallgäu und Unterallgäu mit den kreisfreien Städten Kaufbeuren, Kempten (Allgäu) und Memmingen                                                         | ca. 2.200   |

### Zentraldienststellen
Verschiedene Präsidien haben zentrale Sonderaufgaben:
- BPP Aus- und Fortbildung, Hubschrauberstaffel, Prüfungsamt sowie Medizinischer Dienst mit Apotheke und internem Rettungsdienst
- Polizeipräsidium Mittelfranken
  - Zentrale Dienststelle für Amtsdelikte Bayern Nord (Dienstort Nürnberg) in Franken, Niederbayern und Oberpfalz (2012–2013, nun nicht mehr PP Mittelfranken, sondern dem LKA unterstellt)
  - Wasserschutzpolizei-Zentralstelle
- Polizeipräsidium München
  - ehemals Zentrale Dienststelle für Amtsdelikte Bayern Süd in Schwaben und Oberbayern (nun LKA)
  - Projektgruppe DigiFunk
  - Landesinformationsstelle für Sporteinsätze (LIS-Bayern)
  - Zentraler Psychologischer Dienst der Bayerischen Polizei (einschl. Sozialdienst)
- Polizeipräsidium Niederbayern
  - Direktion der Bayerischen Grenzpolizei – Führungsstelle Grenze
- Polizeipräsidium Oberbayern Nord
  - Gefangenentransport auch für PP München (Schubwesen)

Daneben hat das LKA eine Vielzahl von Querschnitts- und Zentralaufgaben, u. a. Dezernat 13: Zentrale Ermittlungsstelle für Amtsdelikte.

### Spezialeinheiten
Die Bayerische Polizei verfügt unter anderem über folgende Spezialeinheiten:
- Zwei Spezialeinsatzkommandos (SEK) Nordbayern und Südbayern
- mehrere Unterstützungskommandos (Dachau, München, Nürnberg, Würzburg)
- Mobile Einsatzkommandos (München [2 ×] und Nürnberg)
- Zwei Technische Einsatzkommandos (TEK) (München und Nürnberg)[51]
- den Alpinen Einsatzzug (AEZ) bei der PI Rosenheim (PP Oberbayern Süd) mit einigen Alpinen Einsatzgruppen (AEG) an verschiedenen Dienststellen

### Finanzen
Der Haushaltsplan der Bayerischen Polizei für die Jahre weist für das Jahr 2020 eine Summe von 3,795 Milliarden Euro aus.
| Jahr | Budget in Mrd. Euro (bis 2001 Mrd. DM)               | Jahr | Budget in Mrd. Euro               | Jahr | Budget in Mrd. Euro | Jahr | Budget in Mrd. Euro | Jahr | Budget in Mrd. Euro |
| ---- | ---------------------------------------------------- | ---- | --------------------------------- | ---- | ------------------- | ---- | ------------------- | ---- | ------------------- |
| 1998 | 3,045 inklusive Verfassungsschutz; Nachtragshaushalt | 2003 | 2,273                             | 2008 | 2,506               | 2013 | 2,951               | 2018 | 3,547               |
| 1999 | 3,120 inklusive Verfassungsschutz                    | 2004 | 2,264                             | 2009 | 2,649               | 2014 | 3,057               | 2019 | 3,658               |
| 2000 | 4,317                                                | 2005 | 2,280                             | 2010 | 2,682               | 2015 | 3,159               | 2020 | 3,795               |
| 2001 | 4,304                                                | 2006 | 2,308 Nachtragshaushalt           | 2011 | 2,627               | 2016 | 3,289               | 2021 | -/-                 |
| 2002 | 2,276                                                | 2007 | 2,429 im Haushaltsplan vorgesehen | 2012 | 2,771               | 2017 | 3,412               | 2022 | -/-                 |

## Polizeiausbildung

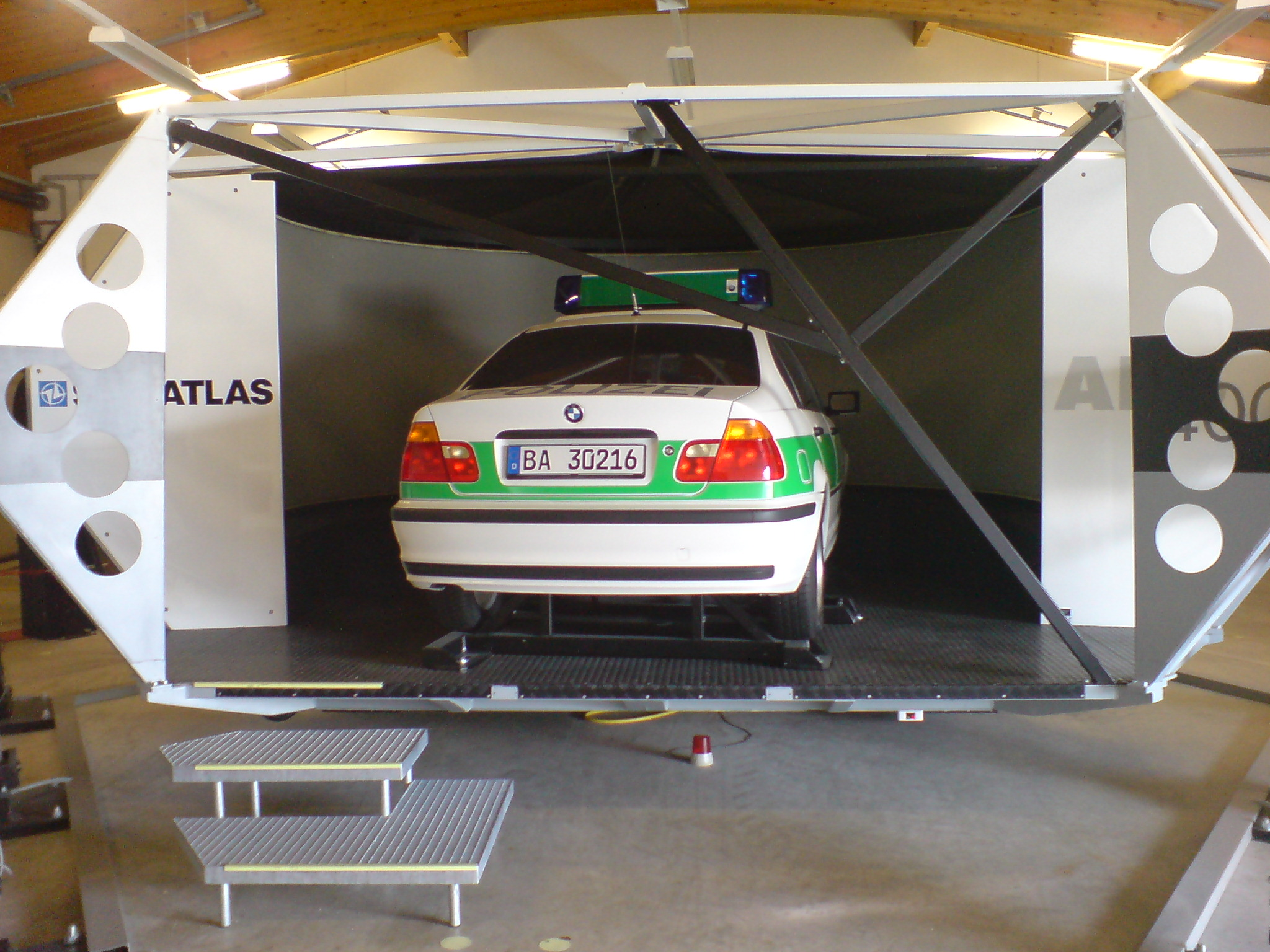
Fahrsimulator der Bereitschaftspolizei (Training von Einsatzfahrten)

Die Polizeiausbildung in Bayern gliedert sich in die Ausbildung für die 2. Qualifikationsebene (ehemals mittlerer Dienst) und das Studium für die 3. Qualifikationsebene (ehemals gehobener Dienst).
Die Ausbildung findet in sieben Abteilungen der Bayerischen Bereitschaftspolizei in Dachau, Königsbrunn, Eichstätt, Nürnberg, Sulzbach-Rosenberg mit Außenstelle in Nabburg und Würzburg statt. Das Studium findet in der Hochschule für den öffentlichen Dienst in Bayern – Fachbereich Polizei (Fürstenfeldbruck oder Sulzbach-Rosenberg) statt.
Die Dauer beträgt für die 2. QE zweieinhalb Jahre, für die 3. QE nimmt diese drei Jahre in Anspruch (bei Aufstiegsbeamten und Umstiegsbeamten mit abgeschlossener 2. QE jedoch nur zwei Jahre einschließlich Praktikum). Die Ausbildung endet mit der Ernennung zum Polizeimeister bzw. Polizeikommissar.
Beamte, die von anderen Bundesländern eingestellt wurden, erhalten eine sechswöchige Ausbildung.

## Nachwuchswerbung
Für die Nachwuchswerbung (Neueinstellungen) gibt es 29 Werbebereiche, welche geographisch verteilt sind. Diese Werbebereiche werden von 1 – 4 (Ausnahme München) Einstellungsberatern betreut. Aufgrund der hohen Zahl an Pensionierungen und dem gesteigerten Sicherheitsbedarf begannen am 1. September 2010 780 Polizeischüler ihre Ausbildung bei der Bayerischen Polizei. Dies war der Rekord innerhalb der Geschichte der Bayerischen Polizei; genau das 100fache an Bewerbungen ging für den Termin ein. Die Bewerberzahl lag im Jahr 2012 bei ca. 10.000 Bewerbern, die den Einstellungstest für die 2. Qualifikationsebene absolvierten. Für die 3. Qualifikationsebene lag die Bewerberzahl bei rund 1900. In den Jahren 2010 bis 2015 erfolgten mehr als 7800 Neueinstellungen, für 2016 ist die Einstellung von mehr als 1400 Polizisten geplant.
Am 11. Februar 2016 hat der Bayerische Innenminister Joachim Herrmann eine Kampagne zur Nachwuchswerbung der bayerischen Polizei gestartet. Bis zum Jahr 2025 sollen mehr als 10.000 Polizisten eingestellt werden. Für diese über fünf Jahre laufende Kampagne unter dem Motto Mit Sicherheit Anders soll mehr als eine Million Euro ausgegeben werden. Im Oktober 2016 startete in dem Zusammenhang das neue Online-Bewerber-Portal. Ab diesen Zeitpunkt ist eine Bewerbung nur noch online unter www.mit-sicherheit-anders.de möglich. Die bayerische Bereitschaftspolizei koordiniert die Nachwuchsgewinnung, Bewerbungsverfahren und die Einstellung.

## Ausrüstung

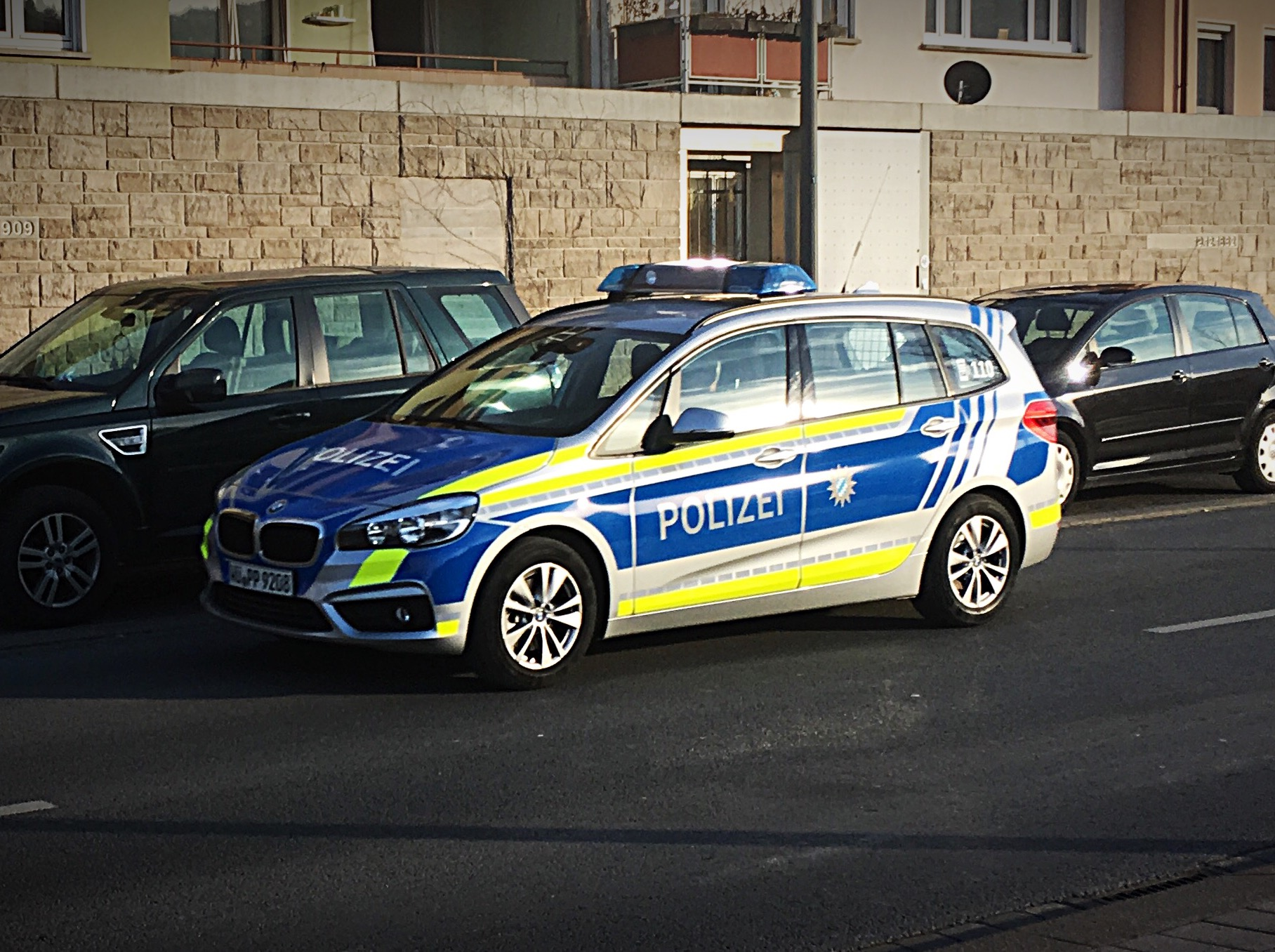
BMW 2er Gran Tourer im Ende 2016 eingeführten blauen Design mit gelben VESBA-Warnmarkierungen

### Kraftfahrzeuge

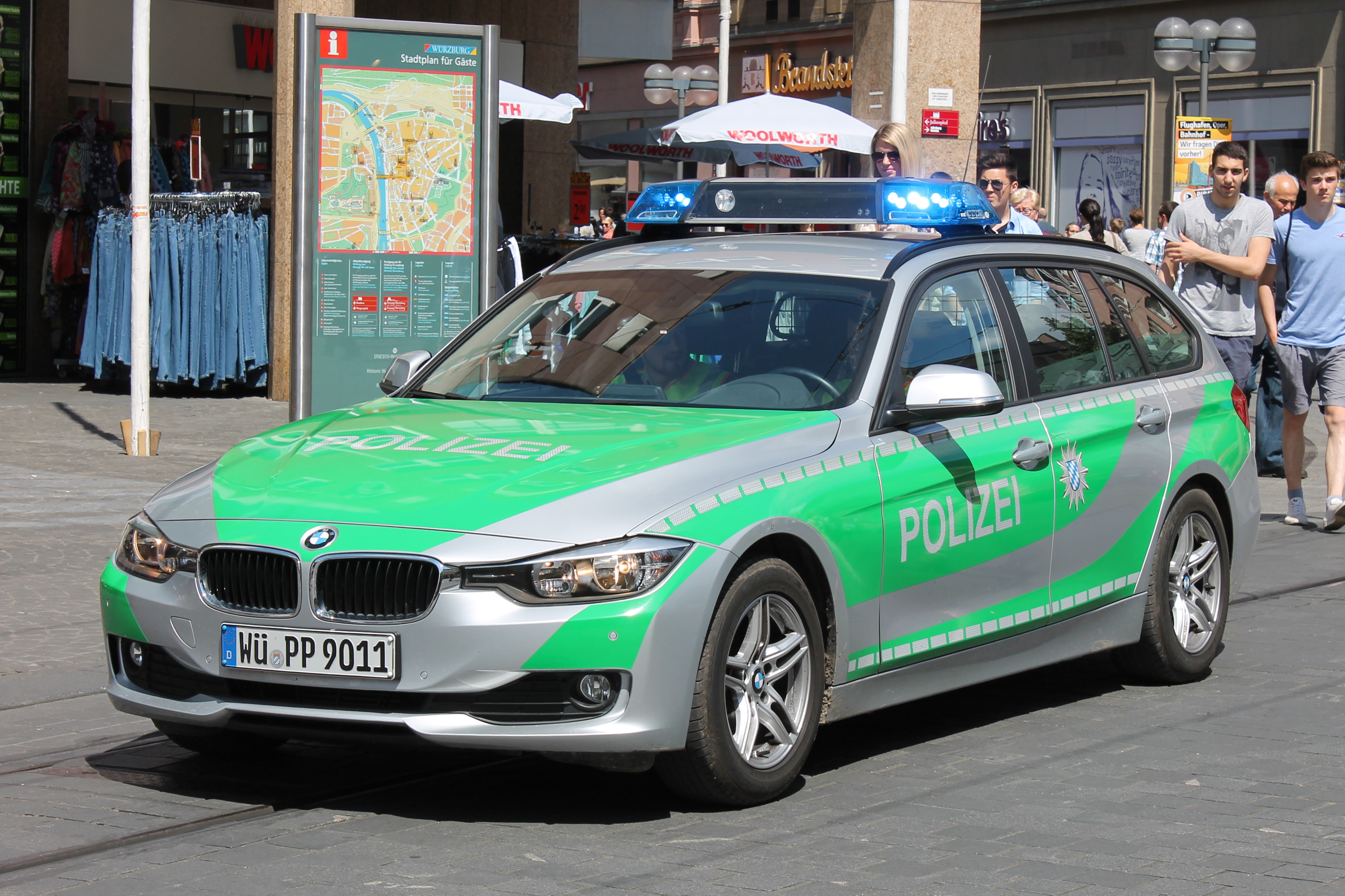
BMW F31 in der letzten grün-silbernen Farbgebung in Würzburg

Die Bayerische Polizei verfügt über knapp 8000 Dienstfahrzeuge und nutzt als Streifenwagen überwiegend Fahrzeuge der Marke Audi, BMW und Volkswagen. Insbesondere Zivilfahrzeuge kommen von vielen verschiedenen, auch untypischen Herstellern.
Aktuelle Streifenwagen sind derzeit Audi A4, Audi A6, BMW 2er Gran Tourer, BMW 3er, BMW 5er, BMW X1, BMW X3, VW Touran und VW T5/T6. In Bergregionen kommen auch Allradantrieb-Fahrzeuge wie BMW X3 zum Einsatz. Der BMW 3er und seit 2019 auch der BMW 5er sind die am meisten verbreitetsten Streifenwägen auf den Polizeiinspektionen.
Seit Jahresbeginn 2006 werden viele Streifenwagen über die BMW Leasing GmbH geleast. Allein in der ersten Jahreshälfte 2006 waren dies über 800 Fahrzeuge (meist Modelle der BMW 3er-Reihe). Die Bereitschaftspolizei nutzt Fahrzeuge der Marken Audi, BMW, Fiat, Ford, Mercedes-Benz, Opel, Land Rover und Volkswagen. Als (Halb-)Gruppenfahrzeuge werden Ford Transit (kurz), Mercedes-Benz Sprinter, VW T4, T5 bzw. T6 benutzt.
Die Streifenwagen wurden seit 5. Mai 2003 in der Farbgebung grün-silber ausgeliefert. Im März 2015 wurde die Entscheidung getroffen, ab Ende 2016 blaue Uniformen einzuführen und auch die Fahrzeuge entsprechend zu adaptieren. Seit September 2016 werden die neuen Einsatzfahrzeuge in der Farbgebung Blau-Silber ausgeliefert. In der neuesten Fahrzeuggeneration wurde das akustische Yelp-Signal, das zum Anhalten vorausfahrender Fahrzeuge genutzt wird, integriert.
Zudem verfügt die Bayerische Bereitschaftspolizei über einen Wasserwerfer 10000 und zwei Wasserwerfer 9000. Dazu kommt noch ein Mowag Sonderwagen II und zwei Sonderwagen TM-170.

### Luftfahrzeuge
Die Polizeihubschrauberstaffel Bayern verwendet acht Hubschrauber des Typs Airbus H135 P3. Alle Maschinen verwenden als Funkrufnamen (Police) Edelweiß mit einer fortlaufenden Nummer.

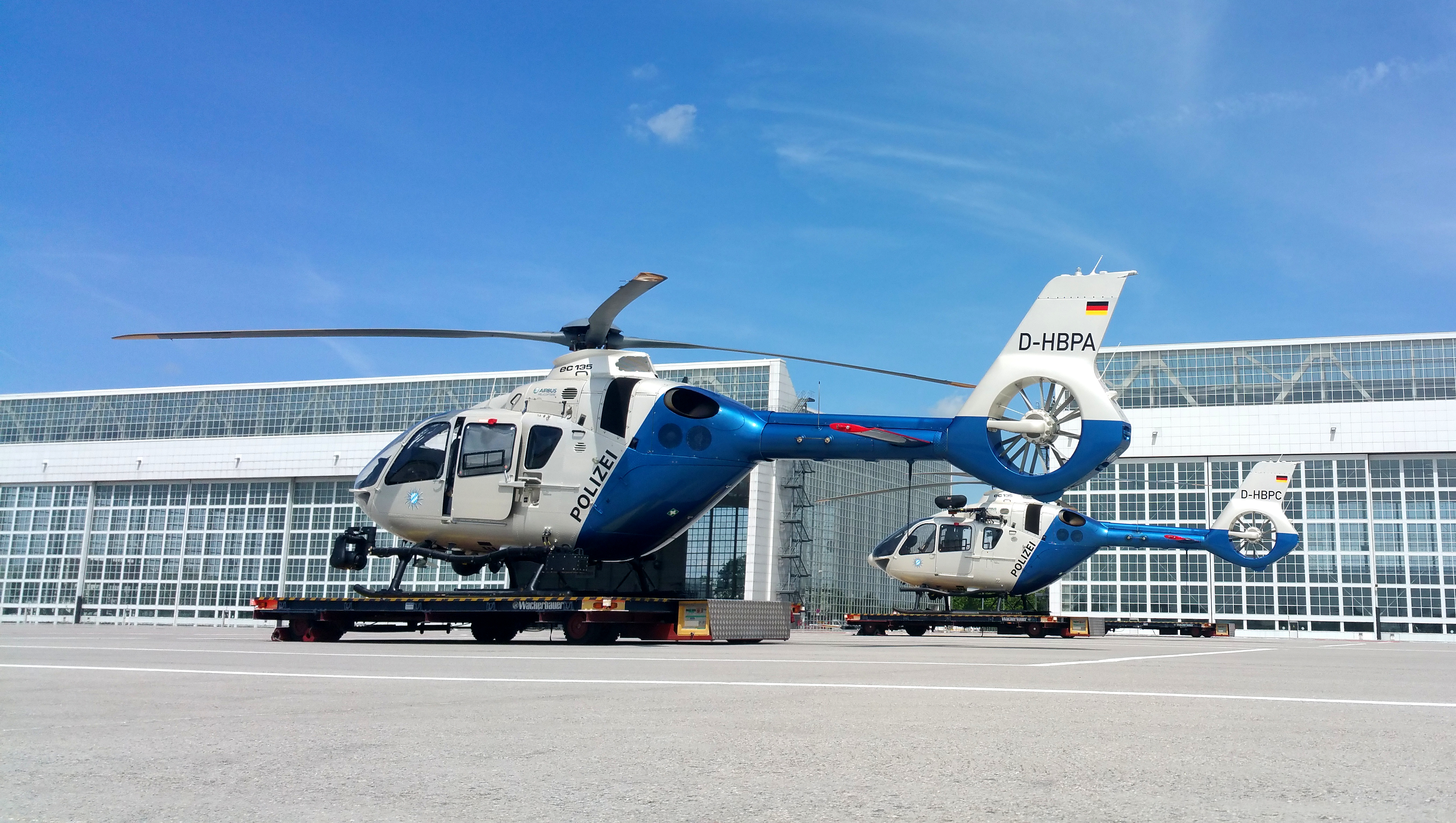
EC 135 der Bayerischen Polizei

Seit dem Jahr 2015 verwendet die Bayerische Polizei verschiedene Multicopter-Systeme. Bislang werden diese von den Spezialeinheiten zur Einsatzunterstützung, bei der Vermisstensuche und zur Ortung von Mobiltelefonen verwendet. Ab Januar 2018 werden bei einem einjährigen Pilotversuch weitere drei Drohnen für die Bereitschaftspolizei Nürnberg, das Polizeipräsidium Oberbayern Nord am Flughafen Erding und die Spezialeinheiten Südbayern in München beschafft. Die Kosten des Testbetriebes werden mit etwa 75.000 Euro angegeben. Die Bayerische Polizei verfügt damit über insgesamt sechs Multicopter. Deren Einsatz wird von einer eigens dafür eingerichteten Arbeitsgruppe koordiniert. Die Multicopter der Bayerischen Polizei sind zum Teil spezielle Anfertigungen, mit hochauflösenden Kameras ausgestattet und kosten bis zu 40.000 Euro.

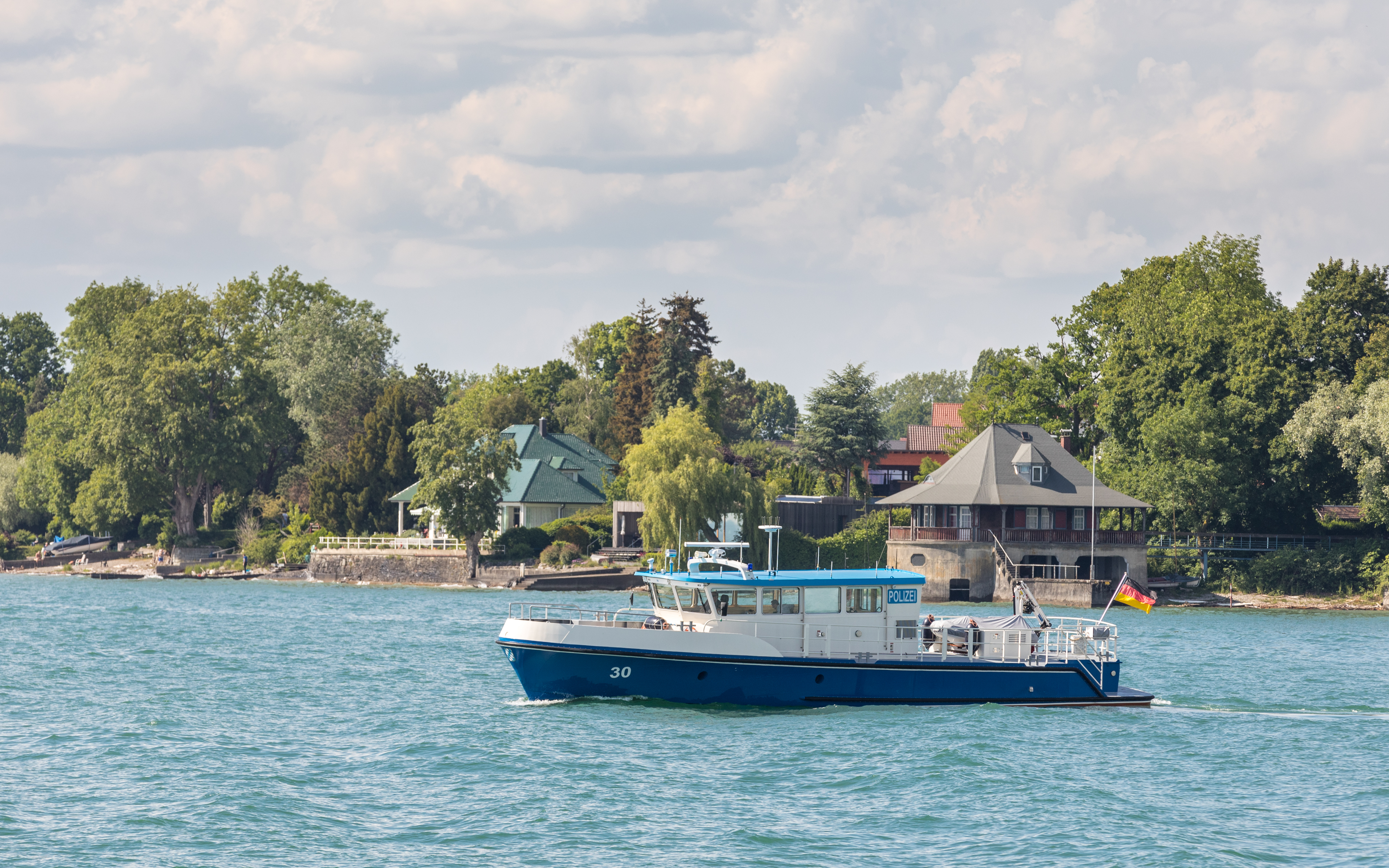
Boot WSP 30 der Wasserschutzpolizei in Lindau

### Wasserfahrzeuge
Die Wasserschutzpolizei verfügt über Große und Kleine Polizeiboote sowie kleinere Streifenboote (Bezeichnung der Boote WSP 1 bis WSP 51). Große Polizeiboote mit einer Verdrängung von ca. 12 bis zu 28 Tonnen (WSP 30) gibt es an den Binnenwasserstraßen
- Main (Aschaffenburg, Würzburg, Schweinfurt, Bamberg),
- Main-Donau-Kanal (Bamberg, Nürnberg, Beilngries),
- Donau (Regensburg, Deggendorf, Passau) sowie an
- Bodensee (Lindau (Bodensee)) und Chiemsee (PI Prien am Chiemsee).[67]

Kleine Polizeiboote sowie kleinere Streifenboote sind zudem zusätzlich an den Binnenwasserstraßen und den bayerischen Seen im Einsatz, teilweise in Verantwortung örtlicher Polizeiinspektionen.
In Bamberg wird z. B. seit 2022 ein modernes Streifenboot verwendet. Das Boot ist ein Festrumpfschlauchboot mit Vollgefederten Jockey-Sitzen. Das eingebaute Schiffsidentifizierungssystem, welches automatisch ist, sorgt für Sicherheit der Beamten auch bei schlechten Sichtverhältnissen. Das hochauflösende 3D-Sonar kann für Unterwassersuchaktionen verwendet werden. Durch einen Aluminiumrumpf kann das Boot auch an steinigen Uferbereichen anlegen.

### Kommunikation

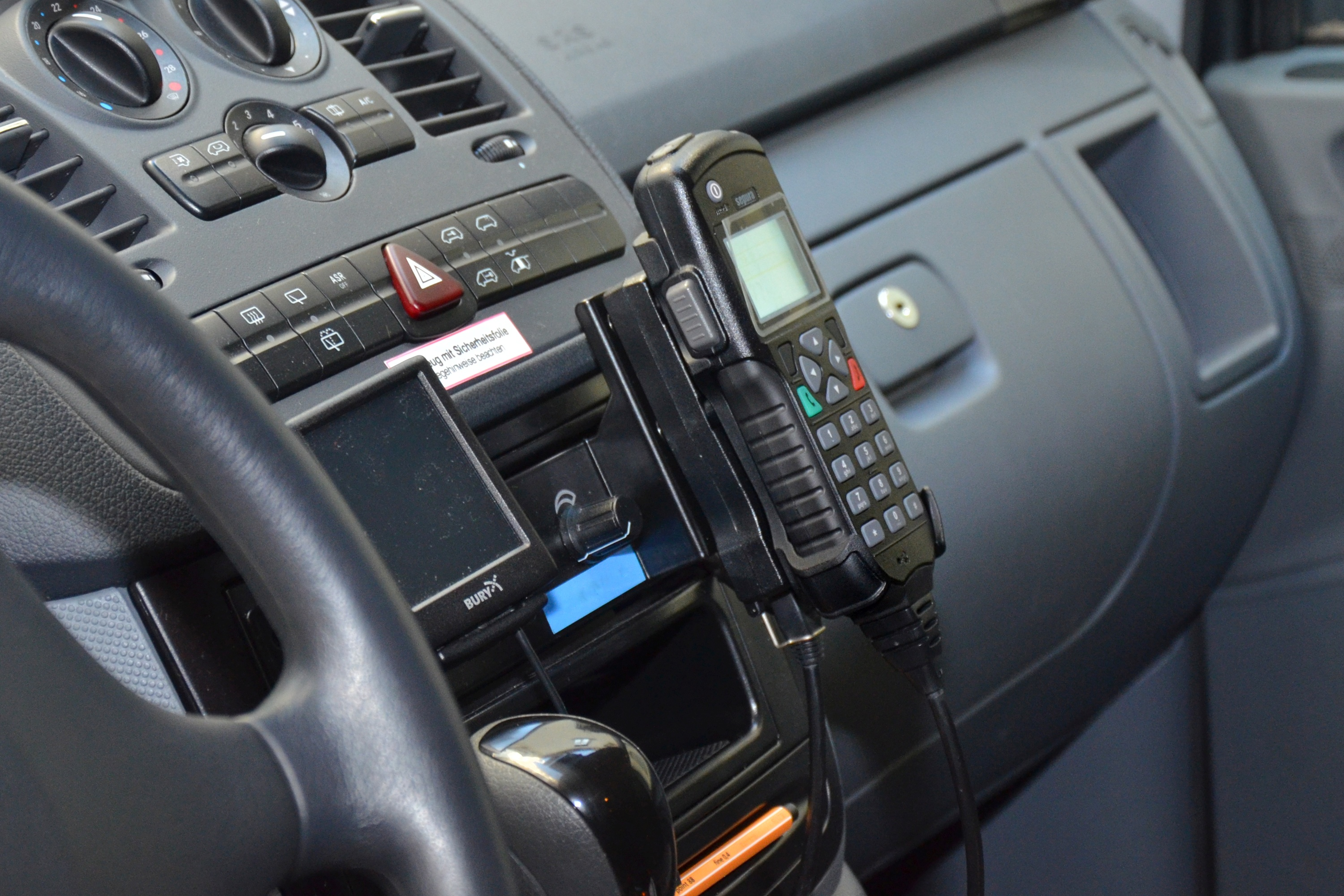
TETRA-Digitalfunk-Handbedienteil am Armaturenbrett eines Polizeieinsatzfahrzeugs

Seit 2010 begann die flächendeckende Einführung des digitalen Polizeifunks, zunächst in den Präsidien München, später in Mittelfranken, Oberbayern-Nord, Unterfranken und Schwaben-Nord. Der Netzabschnitt Oberpfalz wurde im Oktober 2015 in die operativ-taktische Nutzung überführt.
Es folgten die Netzabschnitte Oberfranken und Niederbayern, dann Oberbayern-Süd und Schwaben Süd/West Diese beiden letzten Netzabschnitte gingen im Oktober 2015 (Oberbayern Süd) und im Dezember 2015 (Schwaben-Süd/West) an den Start. Seit Juli 2016 steht der digitale Einsatzfunk der Polizei in Bayern landesweit zur Verfügung. Der analoge Polizeifunk bleibt zunächst als Rückfallebene erhalten.
Seit Mai 2017 nutzt die Bayerische Polizei einen internen Messenger-Dienst. Dazu wurden bis Ende 2017 alle bayerischen Polizeiverbände mit zunächst 2800 Smartphones ausgestattet. Seit 2018 ist jede Polizeistreife mit dem Polizei Messenger ausgestattet. Erwartet wird dabei eine bessere Einsatz-Koordination durch direkten Austausch von Textnachrichten, Fotos, Videos und Standorten. Der bundesweit erste Pilotversuch startete dazu beim Polizeipräsidium Mittelfranken. Der Messenger Teamwire ist ein Produkt der Firma Grouptime und wird von Vodafone zur Verfügung gestellt.

### Bewaffnung
Die Standardwaffe der Polizei ist seit 2018 die HK SFP9, die die seit 1979 verwendete HK P7 ersetzte. Des Weiteren verfügt die Polizei an Schusswaffen über die Maschinenpistole Heckler & Koch MP5, das Gewehr Heckler & Koch G3 sowie das Gewehr FN SCAR.
Nach der Novellierung des bayerischen Polizeiaufgabengesetzes am 14. Dezember 2005 sind nach Art. 61 PAG neben Schlagstock, Pistole, Revolver, Gewehr, Maschinenpistole und Handgranate auch „Elektroimpulsgeräte und vergleichbare Waffen“ als Waffen der bayerischen Polizei zulässig. In Bayern werden Taser des Typs X26 und des Nachfolgemodells Typs X26p des amerikanischen Herstellers Axon seit 2006 bei Spezialeinheiten eingesetzt. Bis 2015 wurden damit in Bayern 32 Personen mit Elektroschockpistolen beschossen. Die Bayerische Polizei prüft den Einsatz der Elektroschockpistole auch bei weiteren Polizeieinheiten. Dazu wurde eine Arbeitsgruppe eingerichtet. Federführend ist dabei das Polizeipräsidium Oberpfalz in Regensburg. Seit Mitte 2018 werden in einem einjährigen Pilotversuch die 13 Unterstützungskommandos bei der Bereitschaftspolizei und bei den Polizeipräsidien in München und Mittelfranken mit dem Taser ausgerüstet. Die Kosten hierfür belaufen sich auf rund 100.000 Euro bei einem Stückpreis von etwa 1500 Euro. Der Einsatz der Elektroschockpistole im polizeilichen Einzeldienst ist derzeit nicht vorgesehen.

### Uniform
Im Jahr 1972 erhielt die Bayerische Polizei neue Uniformen in moosgrün und beige, welche der Modeschöpfer Heinz Oestergaard entwickelt hatte und die ab 1972 bei allen deutschen Landespolizeien und dem damaligen Bundesgrenzschutz einheitlich eingeführt worden ist. 2013 wurde eine Projektgruppe mit der Entwicklung einer neuen Uniform beauftragt.
Von August 2014 bis März 2015 testeten bayernweit über 500 Polizisten verschiedene Varianten der neuen Uniform. Bei einer Befragung der Mitarbeiter konnten alle uniformierten Polizisten in Bayern über die Farbe ihrer neuen Uniform abstimmen. Im März 2015 stand die Entscheidung zugunsten einer künftig blauen Uniform fest. 84 Prozent der rund 27.500 uniformierten Polizisten hatten sich an der internen Umfrage beteiligt. Fast 69 Prozent sprachen sich dabei für künftig blaue Uniformen aus. Im Sommer 2015 startete die Beschaffung der neuen Polizeiuniformen.
Am 2. Dezember 2016 begann die Auslieferung für die Bayerische Polizei, die ersten Uniformen erhielten die Beamten aus Erlangen-Stadt und Sulzbach-Rosenberg. Schrittweise erhielten bis Ende August 2018 alle 27.500 uniformierte Polizeibeamte die neue Arbeitskleidung. Die Gesamtkosten werden auf rund 33 Millionen Euro geschätzt.

## Abzeichen

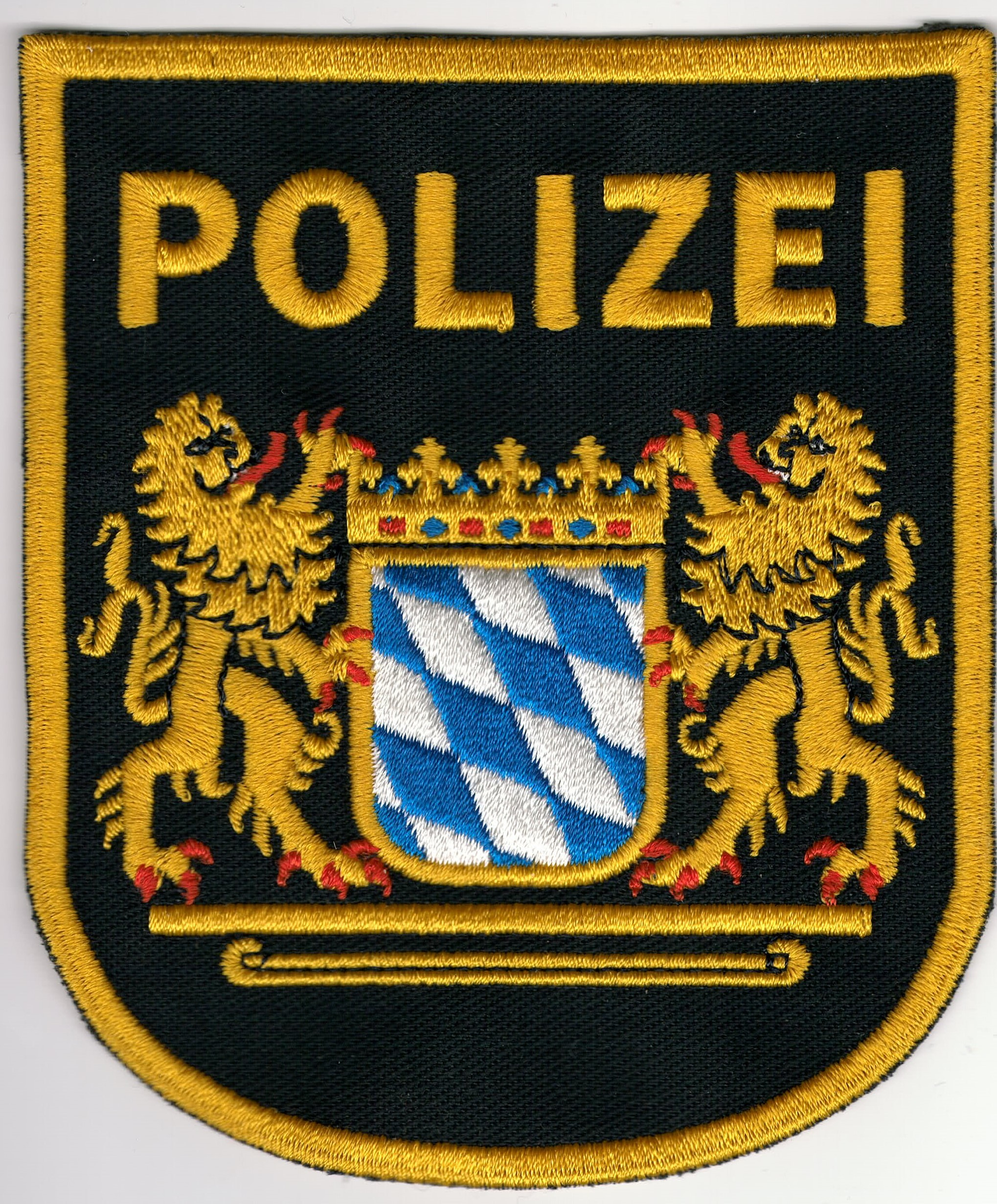
Ärmelabzeichen

Hoheitszeichen sind der Polizeistern mit dem kleinen Staatswappen des Freistaates Bayern sowie das Ärmelabzeichen mit dem großen Staatswappen des Freistaates Bayern. Der einfache Polizeistern ist auf uniformierten Streifenwägen und an Mützen angebracht (ohne Kokarde wie bei einigen anderen Länderpolizeien sowie bei der Bundespolizei). Ferner ist dieser an Nasenschildern an Dienstgebäuden (seit den 1970er Jahren in weiß auf blau) und im Briefkopf vorhanden. Es gibt pro Präsidium eine Version der Verbandsabzeichen: eine als Grafik, d. h. der Polizeistern mit einem weitern Stern (mit regionalen heraldischen Elementen), und eine anders gestaltete als Brusttaschenanhänger.
Zur Uniform (Bekleidung) gehört seit 1975 das Verbandsabzeichen in der letztgenannten Version; und zwar hinsichtlich der Beschäftigungsdienststelle, dem ein Beamter angehört; dieses wird vom Träger gesehen rechts angebracht. Diese sind heute verkörpert in den Hierarchieebenen der Präsidien zuzüglich
- Direktion der Bayerischen Grenzpolizei (dem PP Niederbayern unterstellt)
- Polizeiverwaltungsamt mit Sitz in Straubing
- Polizeiorchester (Teil der Bereitschaftspolizei) mit Sitz in München (abgebildet ist eine Lyra statt des kleinen Staatswappens und des Leoparden)
- Bayerisches Staatsministerium des Innern, für Sport und Integration.

Eine Besonderheit ist der Bereich des Präsidiums der Bayerischen Bereitschaftspolizei; hier hat jede Abteilung sowie das Fortbildungsinstitut der Bayerischen Polizei ein eigenes Verbandsabzeichen (Nennung der Abteilung; zudem das Fortbildungsinstitut der Bayerischen Polizei und das Polizeiorchester) zuzüglich das Präsidium der Bayerischen Bereitschaftspolizei als solches. Fast alle Verbandsabzeichen der Bereitschaftspolizei führen das kleine Staatswappen mit Leopard. Zusätzlich gibt es ein Verbandsabzeichen als Brusttaschenanhänger mit der Bezeichnung „Bay BP“, d. h. Bayerische Bereitschaftspolizei. Das Landeskriminalamt führt kein Verbandsabzeichen als Brusttaschenanhänger, da keine Uniform getragen wird.

Abbildungen von Verbandsabzeichen als Brusttaschenanhänger (Auswahl)
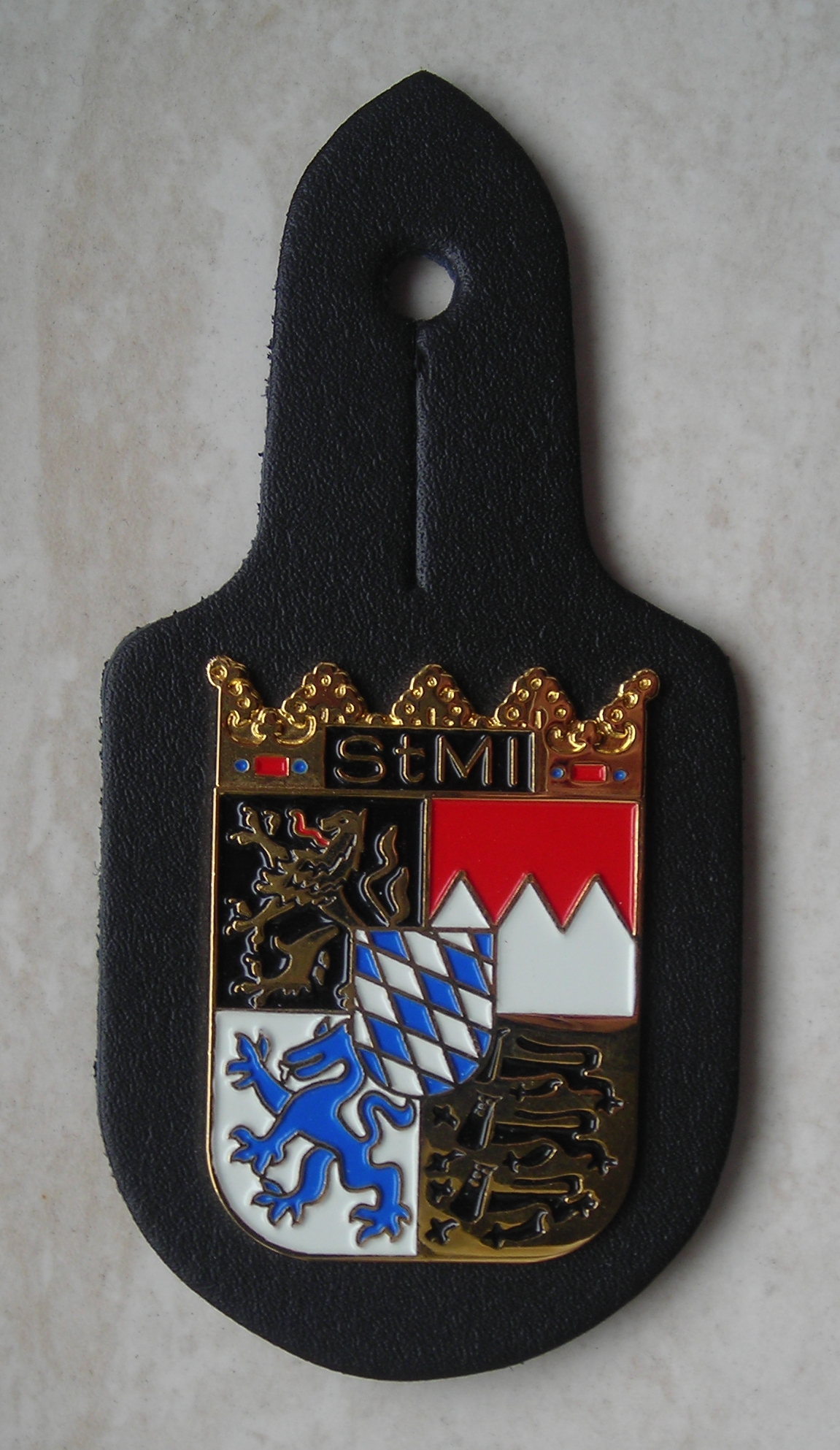
Bayerisches Staatsministerium des Innern, für Sport und Integration mit Sitz in München
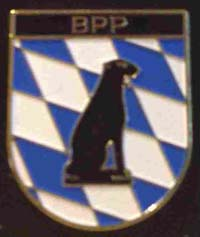
Präsidium der Bayerischen Bereitschaftspolizei (BPP) mit Sitz in Bamberg (zuvor München)
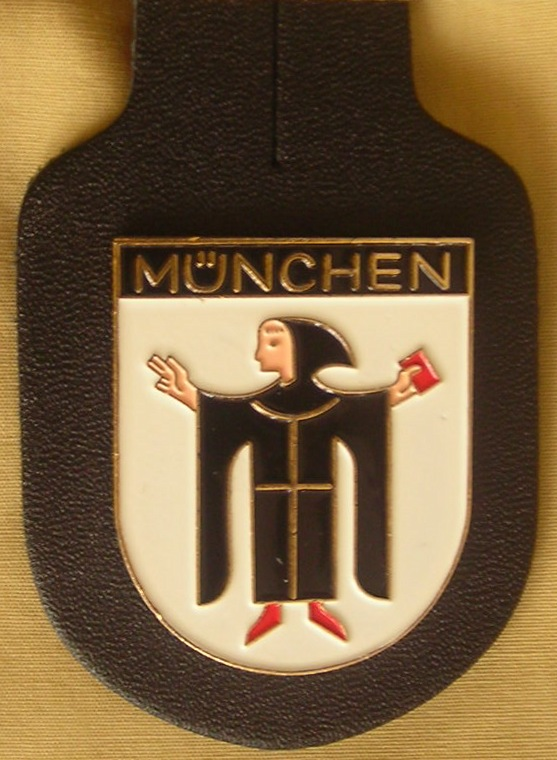
München
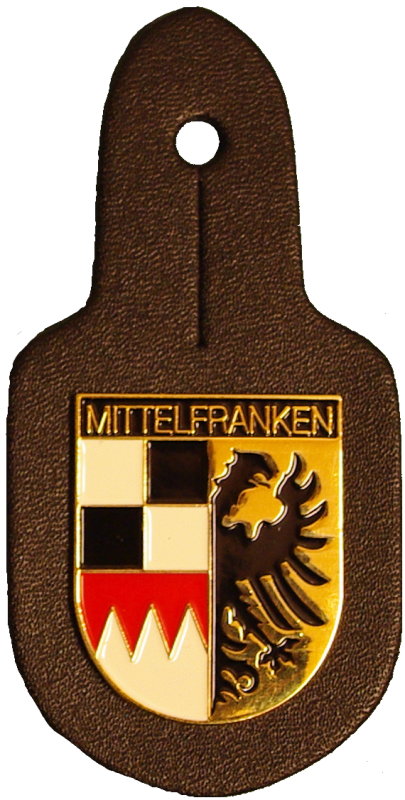
Mittelfranken mit Sitz in Nürnberg
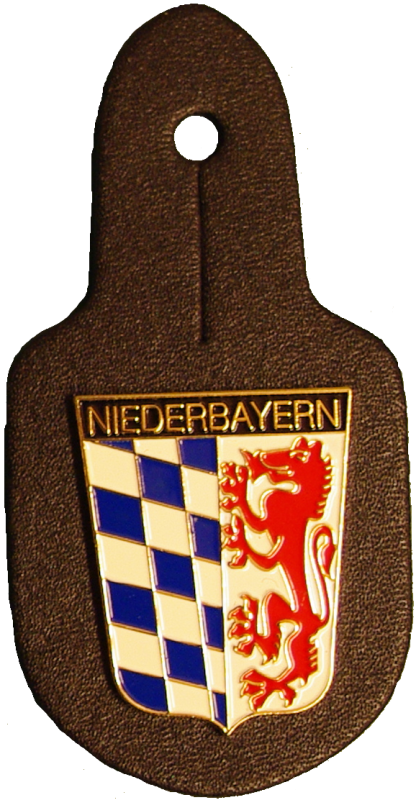
Niederbayern mit Sitz in Passau
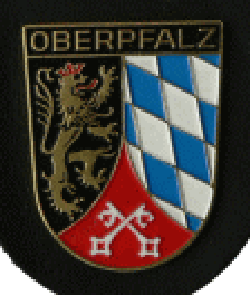
Oberpfalz mit Sitz in Regensburg
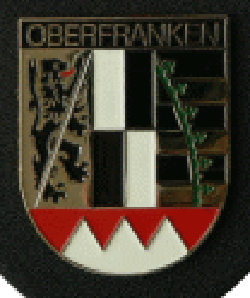
Oberfranken mit Sitz in Bayreuth
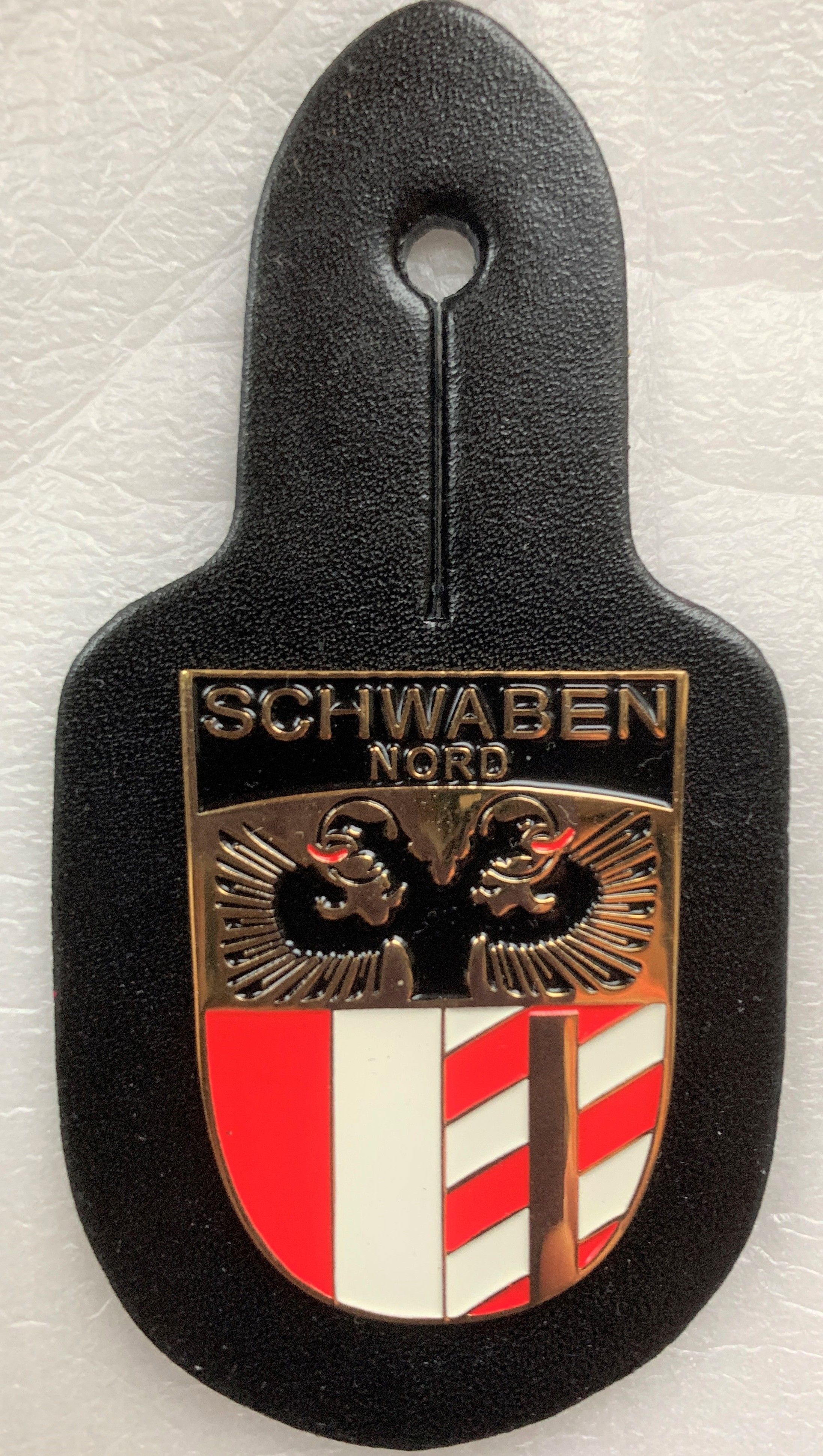
Schwaben Nord mit Sitz in Augsburg
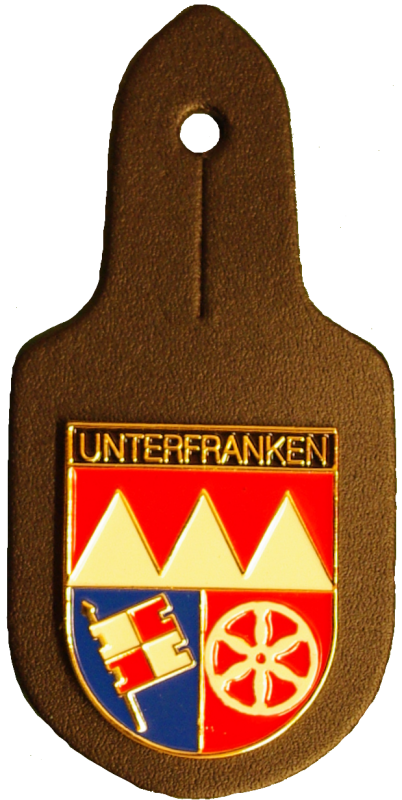
Unterfranken mit Sitz in Würzburg
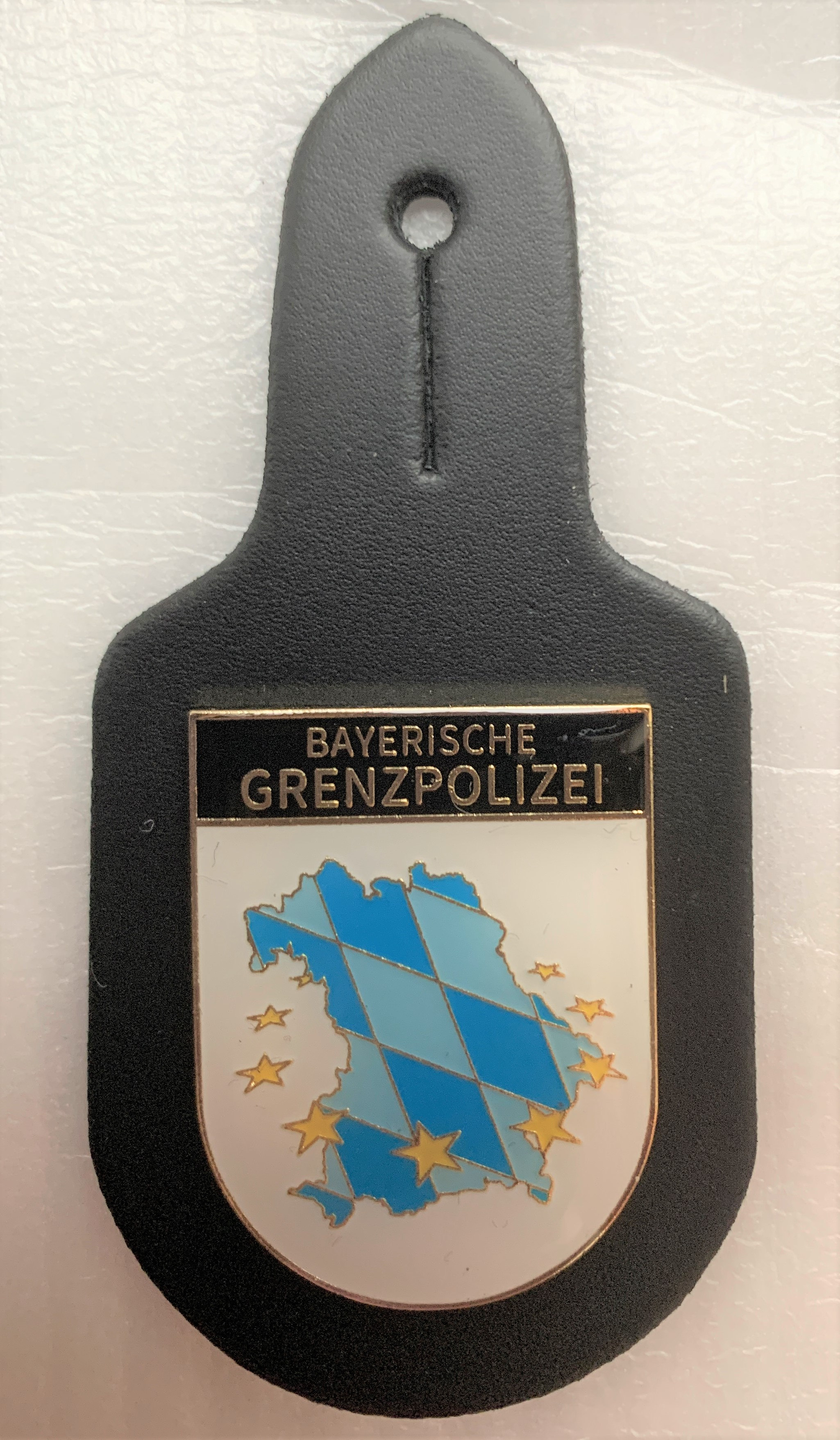
Bayerische Grenzpolizei (eigentlich: Direktion der Bayerischen Grenzpolizei) mit Sitz in Passau

## Statistik über Aufklärungsquote und Verkehrsordnungswidrigkeiten
Die Aufklärungsquote betrug im Jahr 2017 66,8 %, bei einer Kriminalitätsbelastung von 4868 Straftaten pro 100.000 Einwohner bzw. 4533 ohne ausländerrechtliche Verstöße (sog. Häufigkeitsziffer; Zahlen aus dem Jahr 2017). Damit erreicht die bayerische Polizei die höchste Aufklärungsquote innerhalb der deutschen Polizeien.
Ab der dritten Spalte der Tabelle befindet sich ein Überblick über Verstöße im Straßenverkehr, die von der Bayerischen Polizei geahndet wurden.
| Jahr | Aufklärungsquote Straftaten; in % | Verkehrsordnungswidrigkeiten gesamt | darunter Bußgeldbescheide | verhängte Fahrverbote |
| ---- | --------------------------------- | ----------------------------------- | ------------------------- | --------------------- |
| 1997 | 64,3                              |                                     |                           |                       |
| 1998 | 65,2                              |                                     |                           |                       |
| 1999 | 65,3                              |                                     | über 1 Million            |                       |
| 2000 | 65,2                              |                                     | weniger als 1 Million     |                       |
| 2001 | 64,3                              |                                     | weniger als 1 Million     |                       |
| 2002 | 63,8                              |                                     | 955.963                   |                       |
| 2003 | 64,7                              |                                     | 1.002.581                 | ca. 88.000            |
| 2004 | 65,6                              |                                     | 1.081.781                 | ca. 100.000           |
| 2005 | 65,9                              | ca. 3.400.000                       | ca. 1.100.000             | ca. 98.000            |
| 2006 | 64,9                              | 3.006.275                           | 1.045.638                 | 104.810               |
| 2007 | 64,3                              | 2.950.173                           | 1.012.452                 | 103.355               |
| 2008 | 64,7                              | 2.799.549                           | 929.926                   | 88.501                |
| 2009 | 63,9                              | 2.596.184                           | 893.408                   | 83.603                |
| 2010 | 64,6                              | < 2.500.000                         | 847.102                   | ca. 70.000[0]         |
| 2011 | 64,0                              | 2.736.433                           | 885.652                   | 73.859                |
| 2012 | 63,2                              | 2.604.956                           | 881.330                   | 69.912                |
| 2013 | 64,1                              | 2.509.870                           | 811.426                   | 61.368                |
| 2014 | 64,4                              | 2.465.371                           | 818.787                   | 60.938                |
| 2015 | 72,5 *                            | 2.416.710                           | 793.176                   | 58.757                |
| 2016 | 65,9                              | 2.584.579                           | 853.059                   | 66.665                |
| 2017 | 66,8                              |                                     |                           |                       |

## Öffentliche Wahrnehmung

### Internetangebot
Seit September 2014 nutzt das Polizeipräsidium München Facebook und Twitter. Nachdem die Bayerische Polizei während des G7-Gipfels im Juni 2015 bei der Öffentlichkeitsarbeit positive Erfahrung mit der Nutzung sozialer Netzwerke gewonnen hatte, werden Facebook und Twitter seit Juli 2015 vom Polizeipräsidium Oberbayern Süd ebenfalls genutzt. Im August 2016 trat das Polizeipräsidium Unterfranken den sozialen Medien ebenfalls bei. Es folgte das Polizeipräsidium Oberpfalz sowie das Polizeipräsidium Schwaben Nord fast zeitgleich Ende November 2016. Seit Januar 2017 sind alle Polizeipräsidien in Bayern auf Facebook und Twitter präsent. Seit 2020 betreibt die bayerische Polizei außerdem ein Instagram-Konto.

### Bedeutende Fälle (Auswahl)
- 4. August 1971: Erster Banküberfall mit Geiselnahme in Deutschland, unter anderem begangen durch Dimitri Todorov mit zwei Toten.
- 12. Mai 1972: Bombenattentat auf die Hauptstelle des Bayerischen Landeskriminalamtes in München durch die RAF, dabei wurden drei Personen verletzt und 60 Dienst-Pkw beschädigt.
- 5. September 1972: Während der Olympischen Spiele in München überfallen palästinensische Terroristen die israelische Mannschaft, es kommt zur Geiselnahme von München, ein Polizist und 11 israelische Sportler und Funktionäre sterben.
- 14. September 1976: Entführung des Industriellensohnes Richard Oetker in Freising. Er wurde 74 Stunden später nach einer Geldübergabe schwer verletzt freigelassen.
- 26. September 1980: Oktoberfestattentat am Haupteingang zur Münchner Theresienwiese.
- In den 1980er Jahren wurden bei gewalttätigen Protesten gegen die Errichtung der Wiederaufarbeitungsanlage Wackersdorf im Landkreis Schwandorf in der Oberpfalz hunderte Polizeibeamte verletzt und zahlreiche Dienstfahrzeuge beschädigt. Es gab zwei Tote.[97] Erstmals in Deutschland wurden CS-Gas-Kartuschen von einem Hubschrauber abgeworfen. Zudem wurden bei den jahrelangen Protesten zahlreiche Demonstranten verletzt.
- 1. Februar 1985: Ermordung des Managers Ernst Zimmermann durch Täter der RAF
- 4. März 1988 Amoklauf in der Polizeiinspektion Dorfen[98] – drei Polizisten und der Täter sterben.
- 14. Juli 1990: Mord an dem Schauspieler Walter Sedlmayr in München.
- 10. August 1994: Auffindung von 363 g Plutonium bei einem Schmuggler am Flughafen München „Franz Josef Strauß“; im Anschluss kam es zur Plutonium-Affäre.
- Juli 1998: Der 30-fache Mörder Giorgio Basile wurde in Kempten (Allgäu) festgenommen und wenig später von Beamten des Bayerischen Landeskriminalamtes davon überzeugt, in ein Kronzeugenprogramm zu wechseln. Bis heute kam es aufgrund seiner Aussagen zu 50 Verhaftungen von Mafiosi in Deutschland.
- Vereitelter Bombenanschlag auf die Eröffnung des Jüdischen Gemeindezentrums 2003.[99]
- 14. Januar 2005: Der Modeschöpfer Rudolph Moshammer wird ermordet in seiner Wohnung in Grünwald aufgefunden. Einen Tag später konnte der Täter aufgrund eines Spurentreffers in der DNA-Analysedatei verhaftet und noch im November desselben Jahres zu lebenslanger Haft verurteilt werden.
- Dezember 2007: Angriff von zwei Jugendlichen auf einen Rentner am Münchner U-Bahnhof Arabellapark; brutale Fußtritte gegen den Kopf des am Boden liegenden Mannes[100][101][102]
- 30. April 2009: Der Berufsfachschüler Tennessee Eisenberg kommt bei einem Einsatz in Regensburg durch 16 Schüsse, davon 12 Treffer, von Polizeibeamten zu Tode. Ein von seinen Angehörigen gefordertes Ermittlungsverfahren wegen Totschlags gegen die beteiligten Polizisten wurde von der Staatsanwaltschaft eingestellt, da der Schusswaffengebrauch in Notwehr erfolgte.[103][104]
- 12. September 2009: Mord an Dominik Brunner an der S-Bahn-Station München-Solln
- 28. Oktober 2011: Ermordung des Polizisten Mathias Vieth in Augsburg; ein Haupttäter wurde zu lebenslanger Freiheitsstrafe mit anschließender Sicherungsverwahrung verurteilt. Im Fall des zweiten Täters, dessen Bruder, verhängte das Landgericht Augsburg ebenfalls eine lebenslange Freiheitsstrafe mit Feststellung der besonderen Schwere der Schuld, jedoch ohne Sicherungsverwahrung.
- 22. Juli 2016: Anschlag in München (Amoklauf); Großaufgebot der bayerischen Polizei mit Spezialeinheiten und der Unterstützung durch die GSG 9 der Bundespolizei; der Täter erschießt neun Personen vor und in dem Olympia-Einkaufszentrum in Moosach (München)
- 19. Oktober 2016: bewaffneter Angriff auf Polizisten in Georgensgmünd 2016 durch einen „Reichsbürger“ (die erste bekannte militante Aktion eines Reichsbürgers), ein Polizist stirbt.

### Kontroversen
Joachim Kersten, Professor an der Polizeihochschule in Münster, kritisiert, dass bei der Polizei der Korpsgeist laufende Ermittlungen behindern könne und es eine richtige Fehlerkultur mit einer strukturellen Basis bei der Polizei nicht gebe. 2012 wurde von Innenminister Joachim Herrmann ein neues Konzept vorgestellt, bei dem zukünftig interne Ermittlungen an zwei zentralen Stellen (München für Südbayern und Nürnberg für Nordbayern) stattfinden sollen, was für mehr Transparenz und Akzeptanz sorgen soll. Um laut Herrmann für noch größere Distanz zum Einsatzgeschehen zu sorgen, sind seit März 2013 diese zwei zentralen Ermittlungsstellen nicht mehr der Landespolizei, sondern dem LKA unterstellt.
Die Bayerische Polizei ist bekannt für die konsequente Verfolgung von Drogendealern und Konsumenten. Ihr wird dabei mitunter eine Überreaktion vorgeworfen, wie etwa 2014, als ein unbewaffneter Drogendealer auf der Flucht erschossen wurde. Der Münchener Polizei wurde 2012 auch vorgeworfen, mutmaßliche Drogenkonsumenten zu schikanieren und zu demütigen („nicht übliche Kontrolltiefe“). Gegen mehrere Beamte der Münchner Polizei wurden 2020 dagegen selbst Straf- und Disziplinarverfahren wegen Verstößen gegen das Betäubungsmittelgesetz, unter anderem des Besitzes sowie auch des Handels mit Drogen wie Kokain eingeleitet.

## Schichtdienst
Derzeit lässt Innenminister Joachim Herrmann neue Arbeitszeitmodelle bei der Bayerischen Polizei erarbeiten. Die als besonders belastend geltenden 12-Stunden-Schichtdienste soll es künftig nicht mehr geben. Damit soll eine Richtlinie der Europäischen Union umgesetzt werden, die bereits seit 2003 eine Einhaltung der Arbeitszeit fordert: pro 24-Stunden-Zeitraum zusammenhängend mindestens elf Stunden Ruhezeit und maximal 10-Stunden-Dienste im Tagesverlauf bei einer Wochenarbeitszeit von längstens 48 Stunden.
In einer geschlossenen Facebook-Gruppe mit dem Namen „geballte Schicht Bayern“ diskutierten mehr als 5000 Polizisten und bei der Polizei Beschäftigte das Thema.

## Sonstiges
Die Bayerische Polizei ist stark daran interessiert, unter anderem mit den Polizeien der östlichen Nachbarstaaten eine enge Kooperation aufzubauen. Der Grund hierfür liegt in der grenzüberschreitenden Kriminalität, die Bayern als ehemaliges Grenzland der EU nach wie vor Schaden zufügt. Ein signifikanter Anteil der normalen und organisierten Kriminalität wird von organisierten Banden aus Osteuropa begangen. Als Reaktion darauf hat sich die Zusammenarbeit zwischen der tschechischen Polizei und den bayerischen Dienststellen in den letzten Jahren intensiviert. Eine Zusammenarbeit wird insbesondere vom Bayerischen Landeskriminalamt forciert, da es originär für die Bekämpfung dieser Kriminalitätsformen verantwortlich ist.
Darüber hinaus kooperiert die Bayerische Polizei im Rahmen des Münchner Unterstützungsmodells gegen häusliche Gewalt mit freien Trägern der Wohlfahrtspflege.
Das Bayerische Staatsministerium des Innern gibt für die Bediensteten quartalsweise eine Mitarbeiterzeitschrift heraus. Diese trägt den Titel Bayerns Polizei und wird kostenfrei an die Polizeidienststellen verteilt.
Alle Polizeivollzugsbeamten wurden bis 2001 mit beschusshemmenden Westen ausgestattet („Second Chance“), die nun aufgrund qualitativer Mängel wieder ausgetauscht werden müssen; gleichzeitig wurde der Hersteller gewechselt. Neu eingestellte Beamte werden von vornherein mit Mehler-Westen ausgestattet.
Die Bayerische Polizei unterhält ein (internes) Intranet mit Zugriff auf Extrapol. Als Betriebssystem diente seit ca. 2005 Microsoft Windows XP, ab 2014 ist ein Umstieg auf Windows 8.1 erfolgt. Ebenso können die Dienstkräfte auf Microsoft Office 2013 zurückgreifen.
Auf der Internetseite der Bayerischen Polizei können Hinweise beispielsweise zu gestohlenen Gegenständen abgegeben werden; die Polizei unterhält also eine beschränkte Form der Internetwache sowie ein Gehörlosen-Notruffax.
Im Frühjahr 2006 wurde landesweit die Digitalfotografie eingeführt, wobei die Kriminalpolizei bereits seit längerem damit ausgestattet ist.